# Північна Каліфорнія

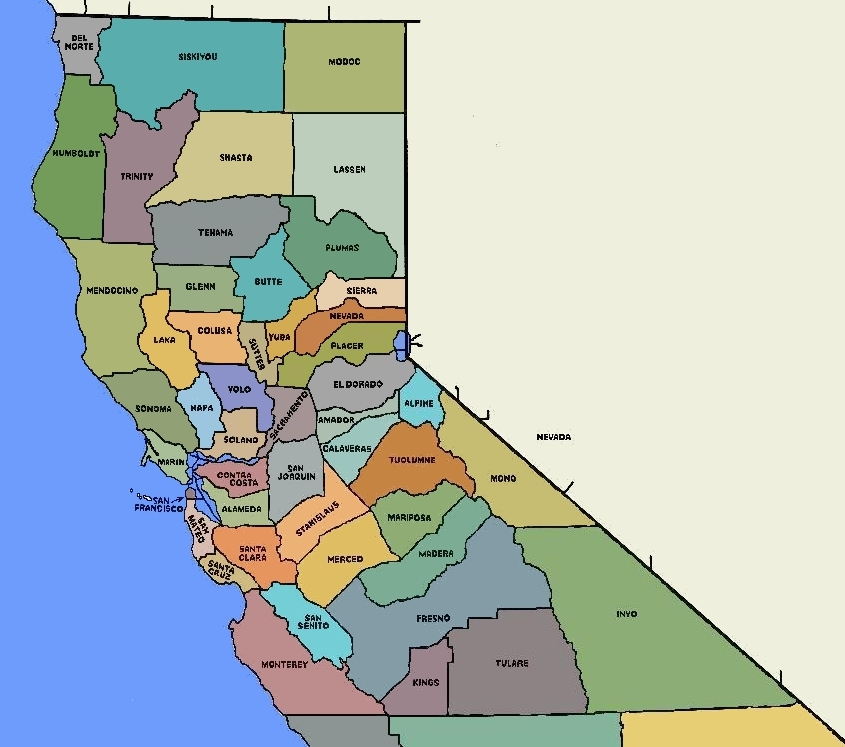
Мапа Північної Каліфорнії

Північна Каліфорнія (англ. Northern California; абревіатура: англ. NorCal) — північна частина штату США Каліфорнія. Найбільші міста в регіоні — Сан-Хосе, Сан-Франциско, Сакраменто і Окленд. Північна Каліфорнія відрізняється середземноморським кліматом.
Корінні американці прибули до Північної Каліфорнії принаймні ще 8000 — 5000 до н. е., і, можливо, навіть значно раніше, і послідовні хвилі прибулих зробили цю місцевість однією з найбільш густонаселених районів доколумбової Північної Америки.
Прибулі європейські дослідники з початку XVI до середини XVIII століття не створили європейських поселень в Північній Каліфорнії. У 1770 році іспанські місії в Монтереї заснували перше європейське поселення в районі.

## Міста Північної Каліфорнії з кількістю мешканців більш ніж 50000 чоловік

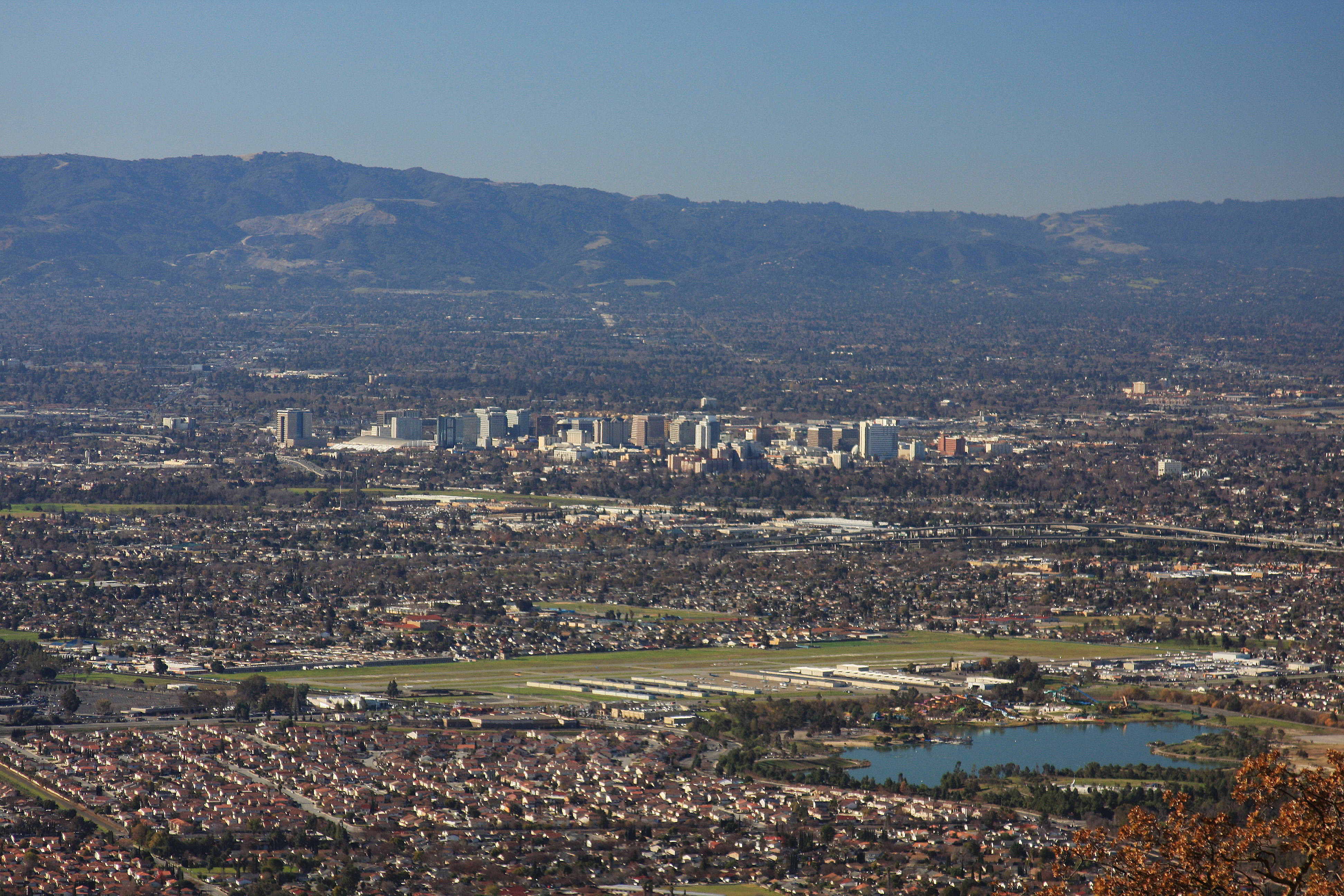
1 - Сан-Хосе
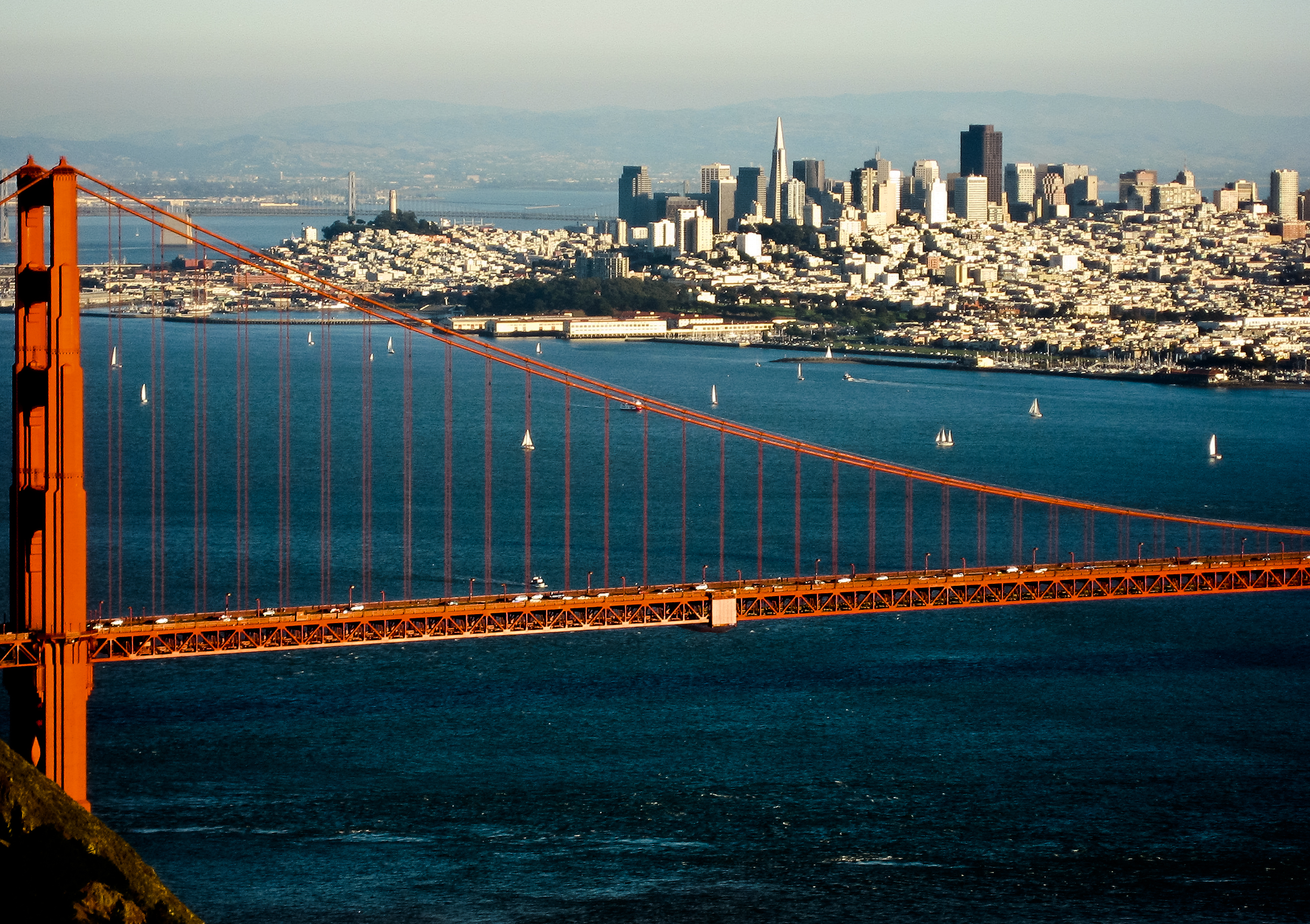
2 - Сан-Франциско
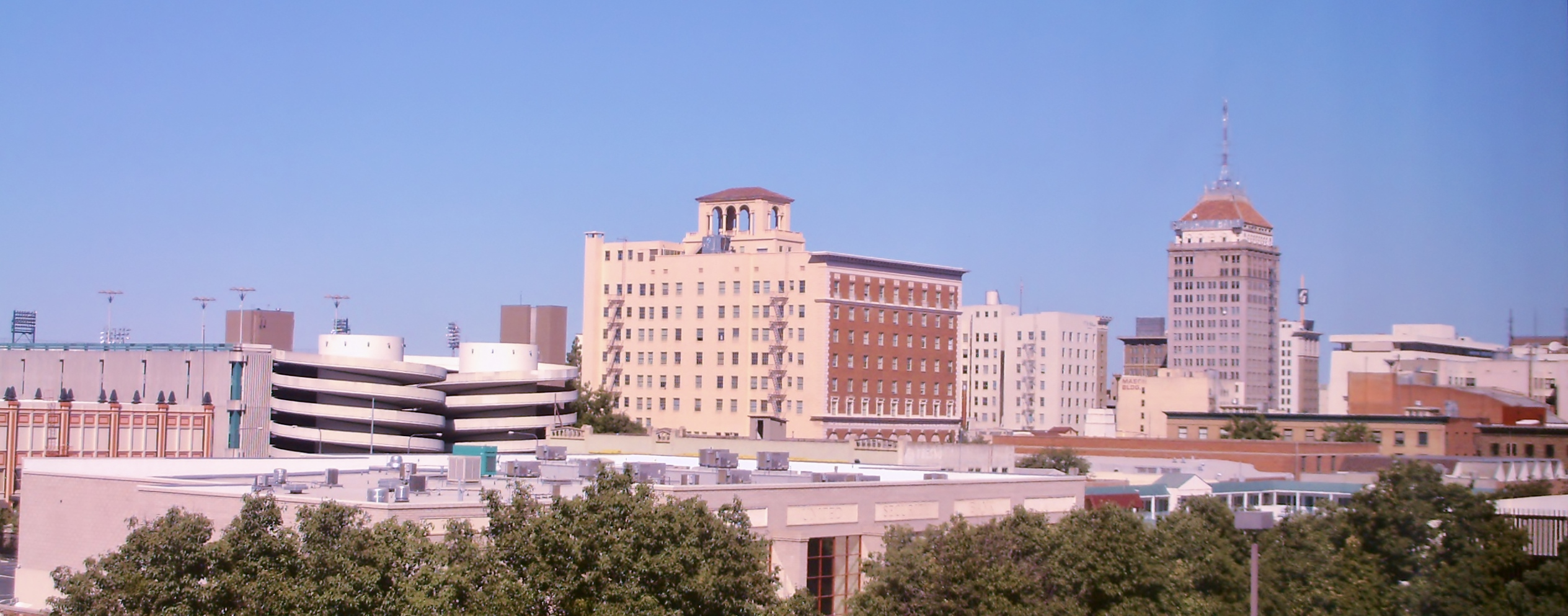
3 - Фресно
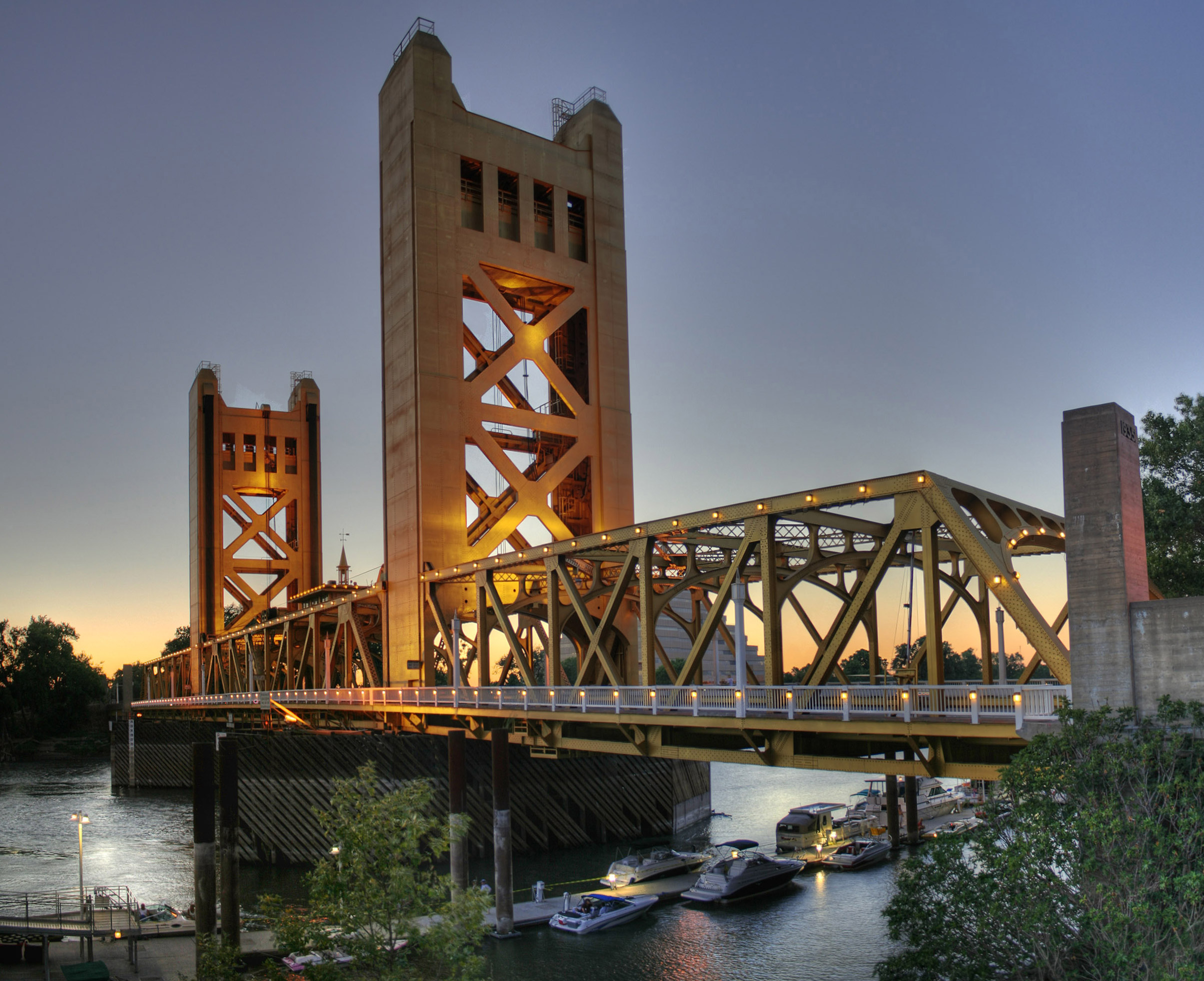
4 - Сакраменто
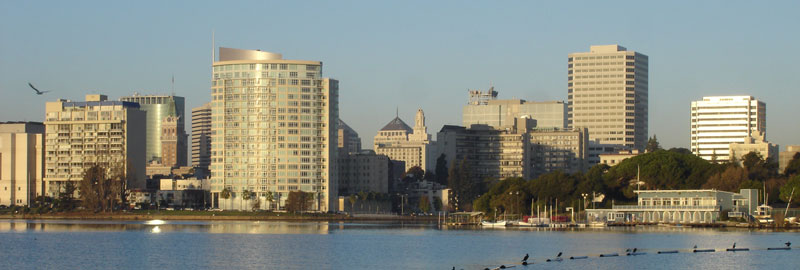
5 - Окленд
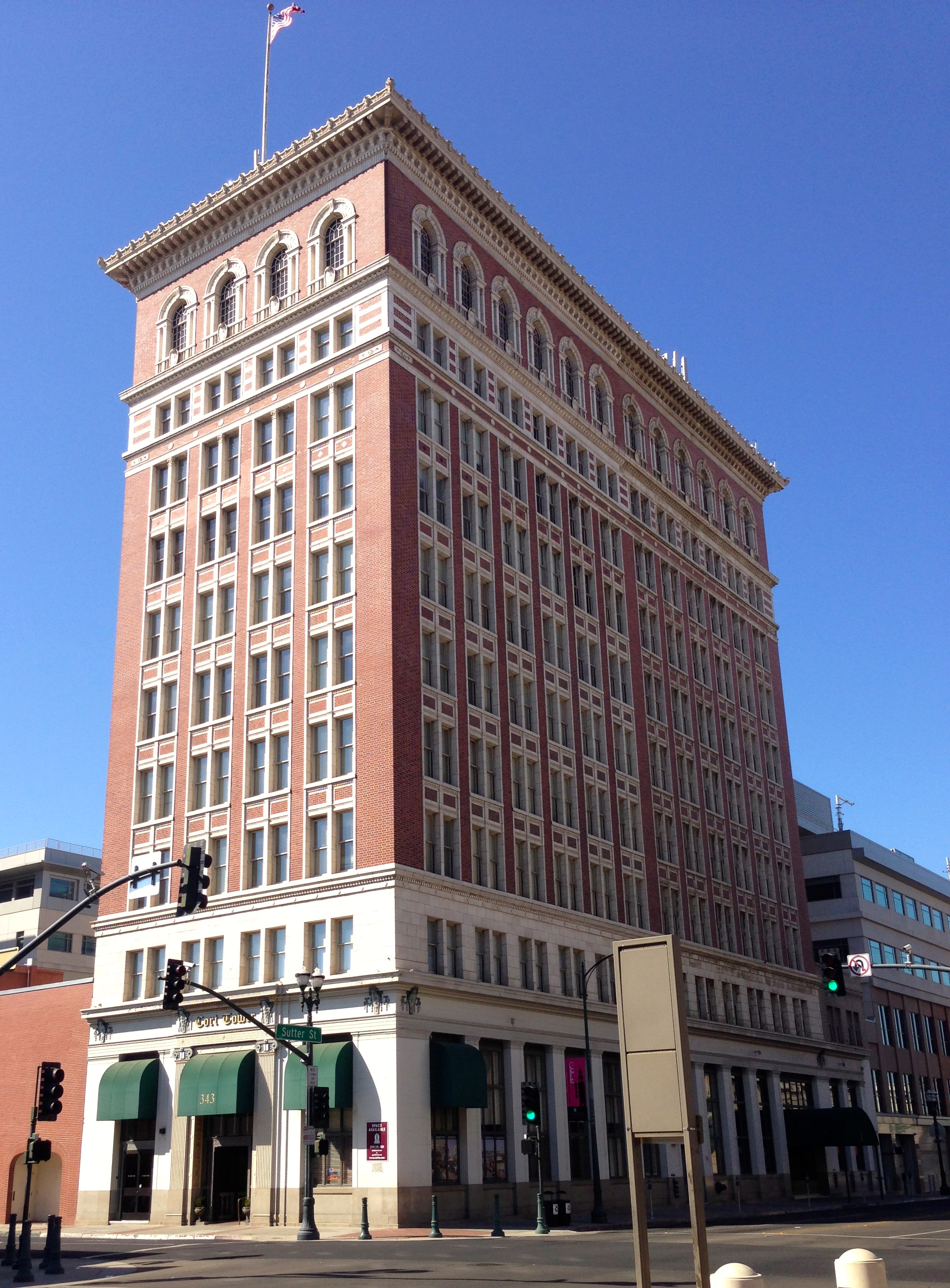
6 - Стоктон
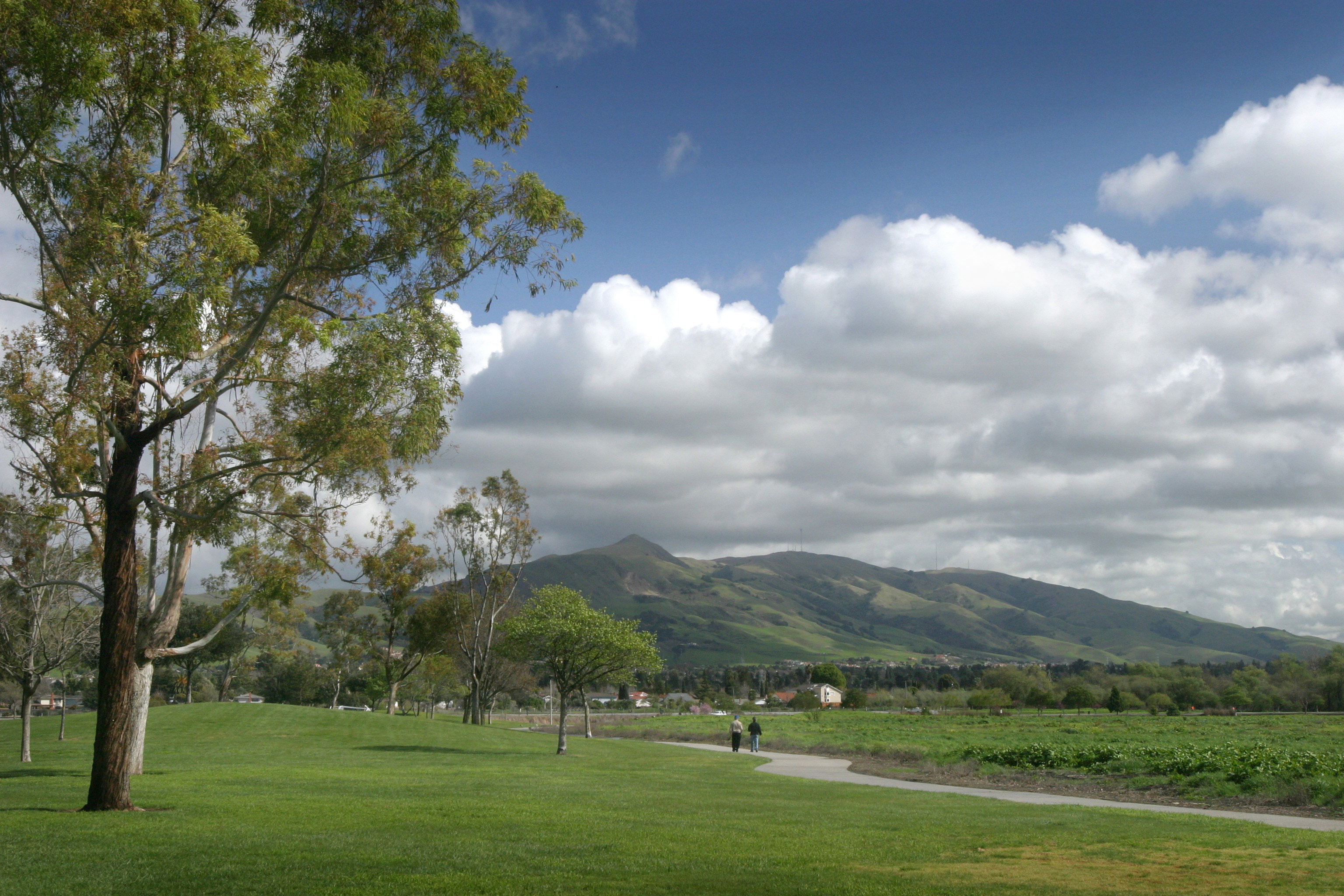
7 - Фремонт
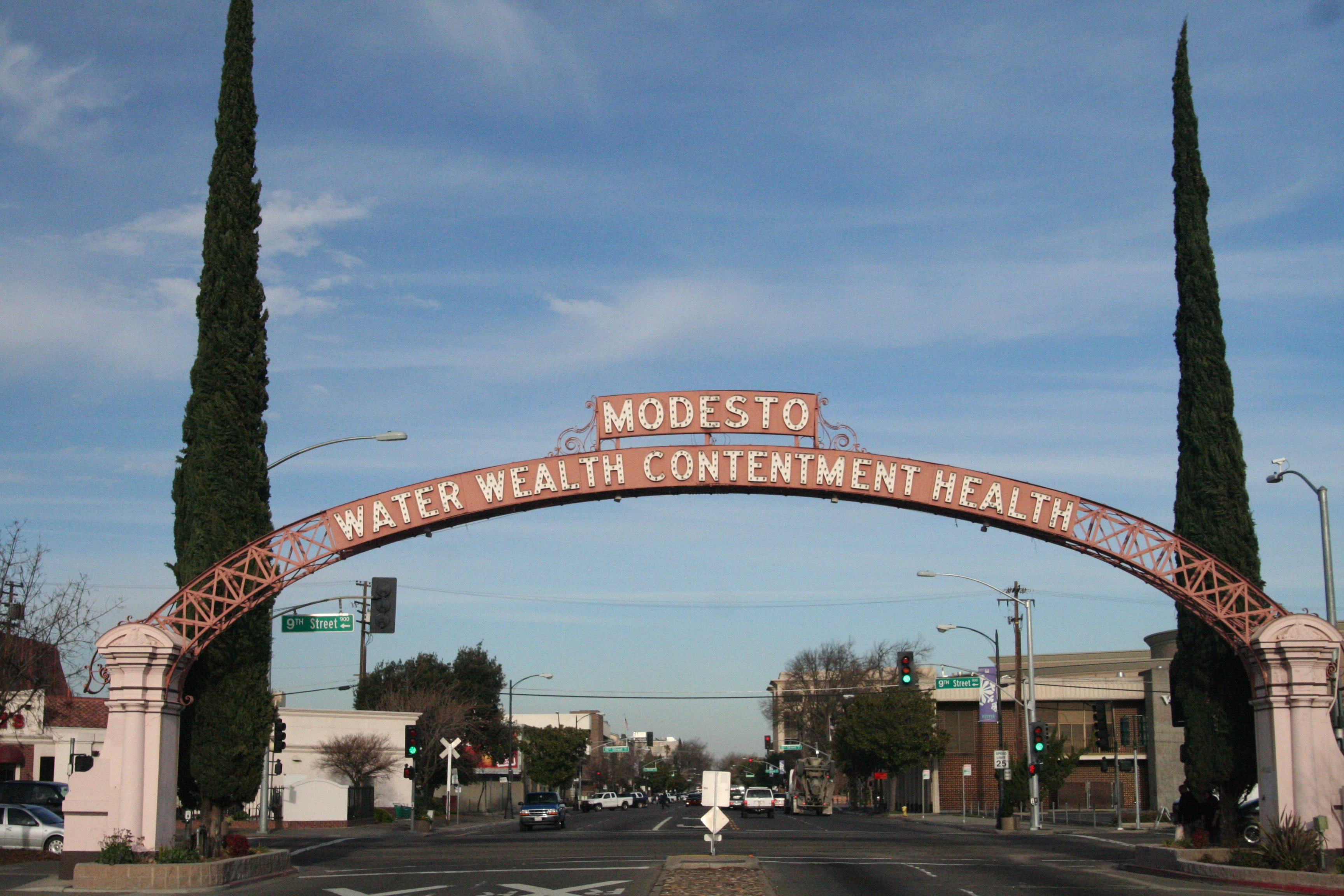
8 - Модесто
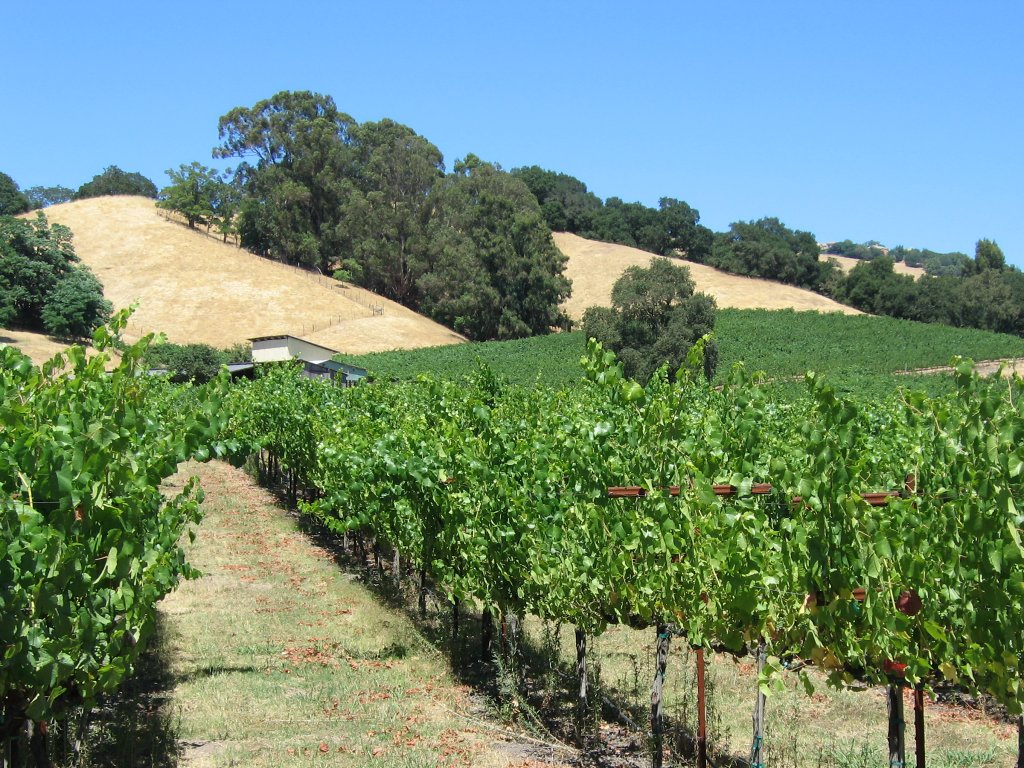
9 - Санта-Роса
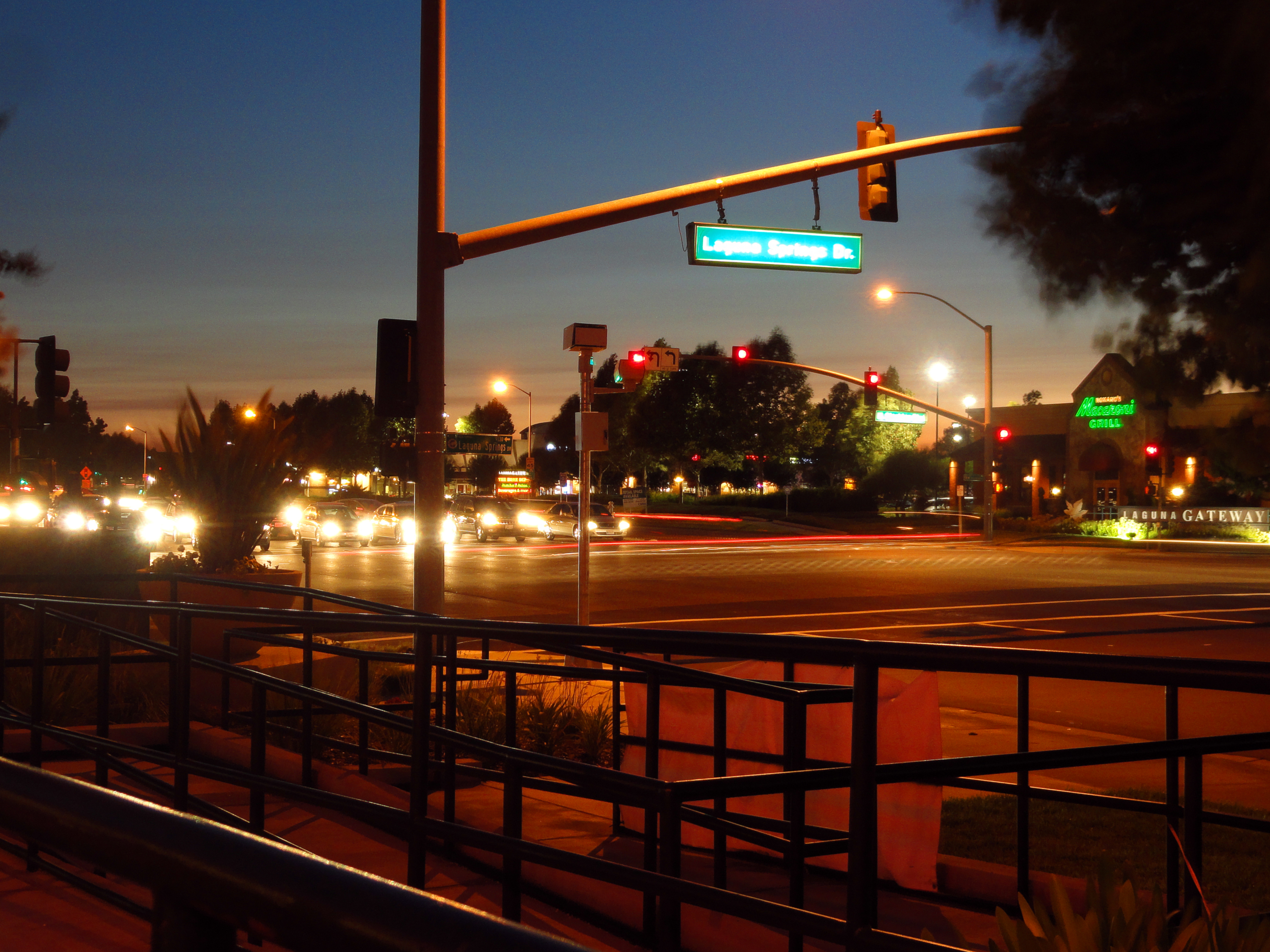
10 - Елк-Ґроув
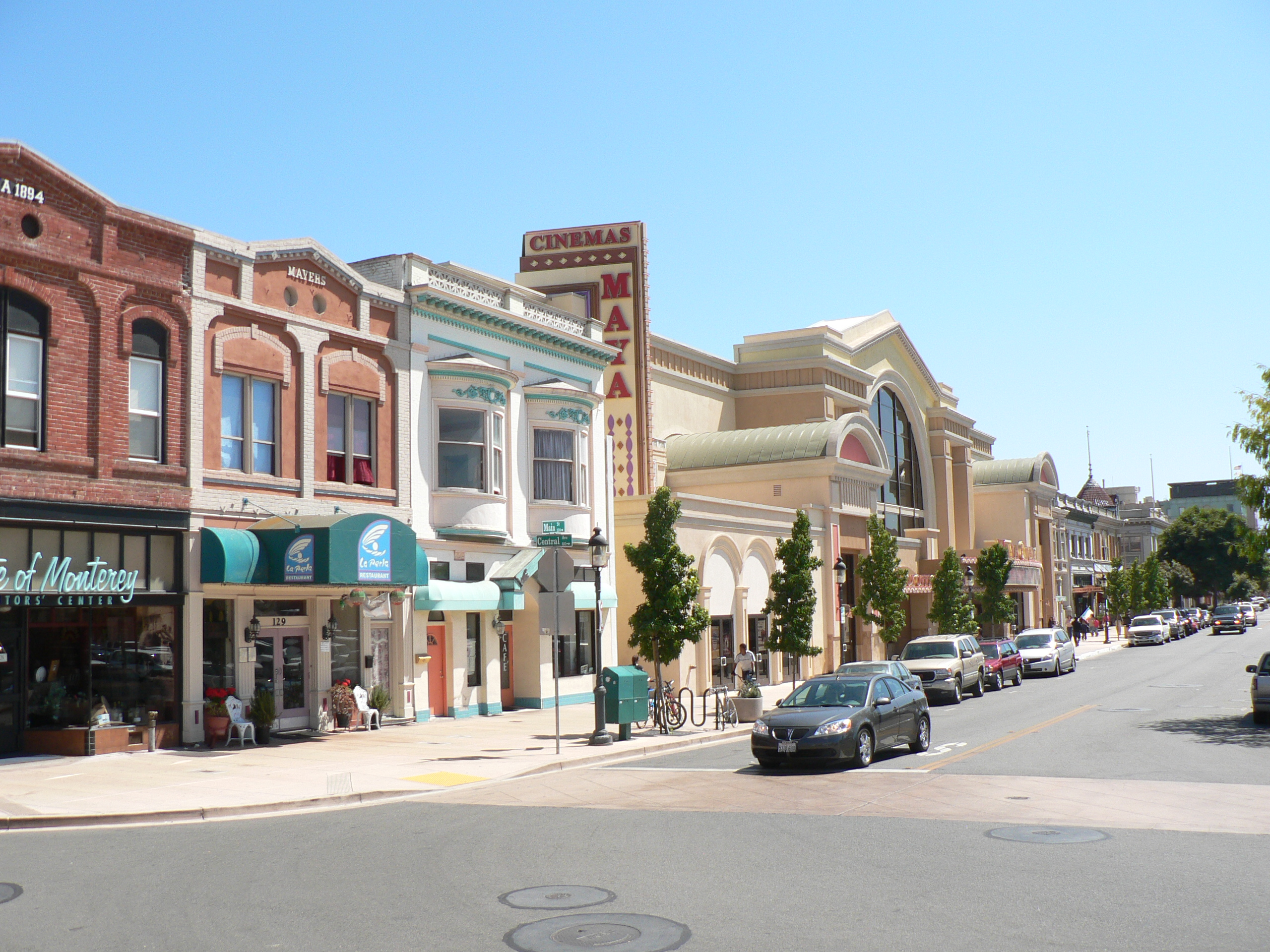
11 - Салінас
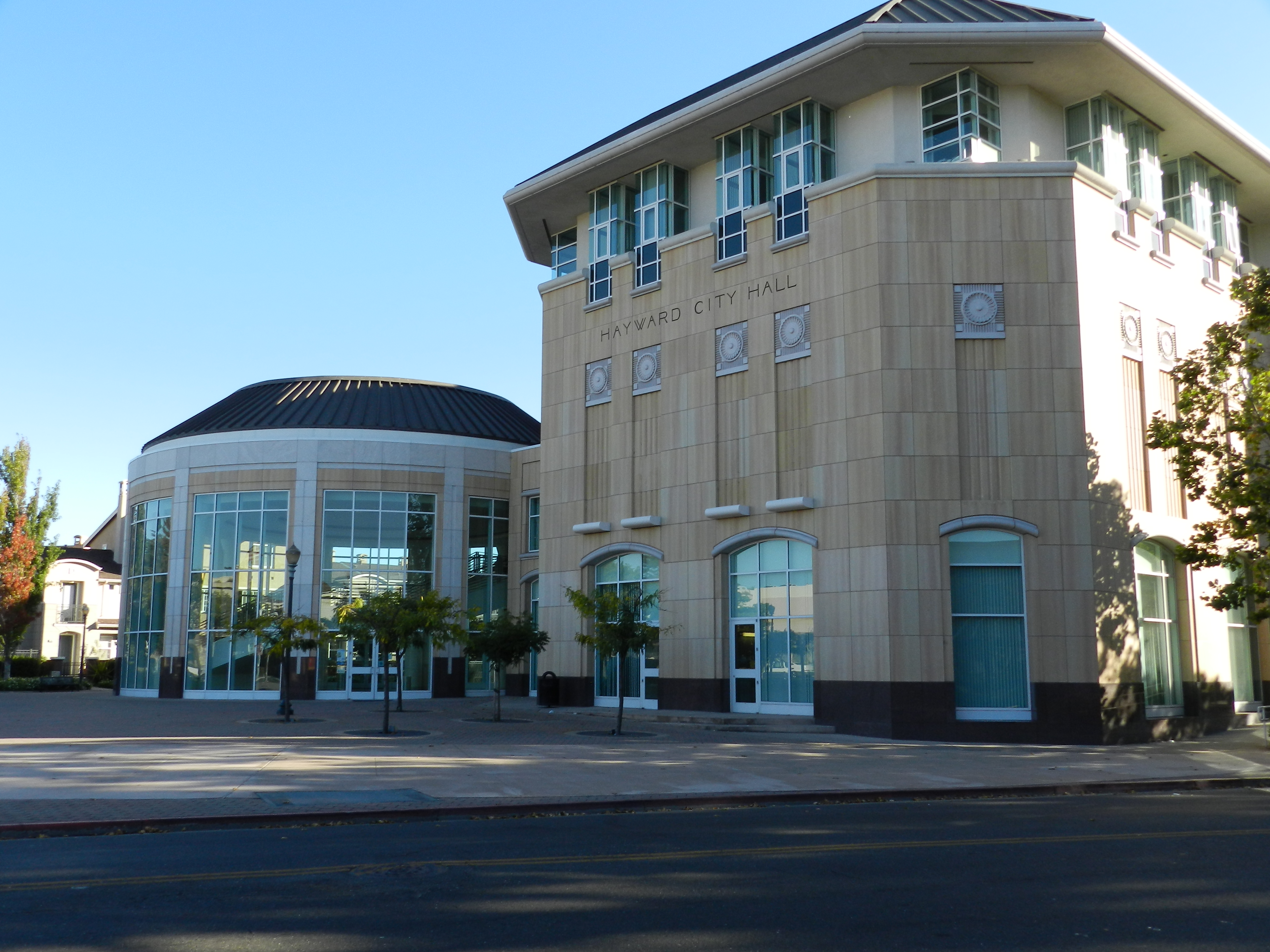
12 - Гейвард
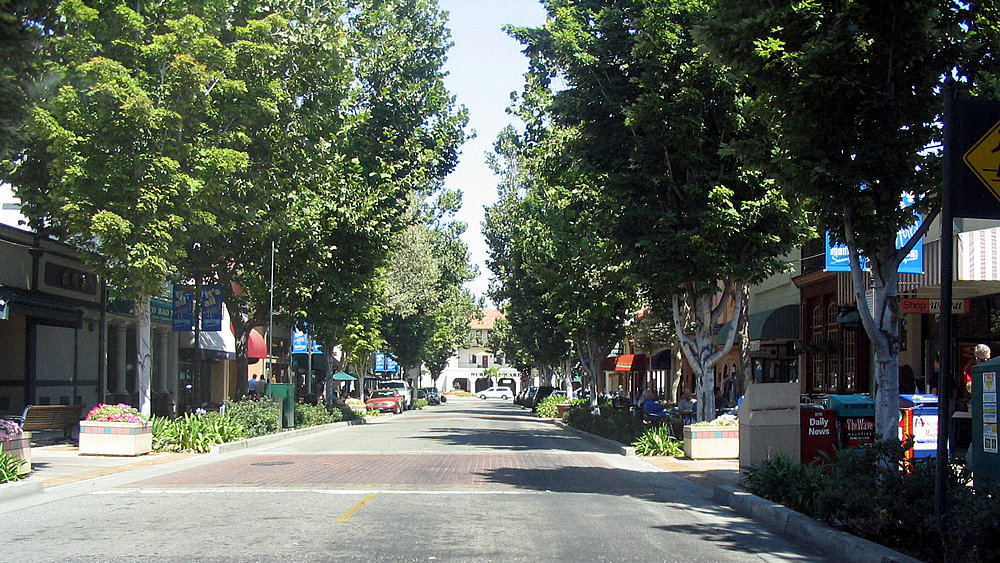
13 - Саннівейл
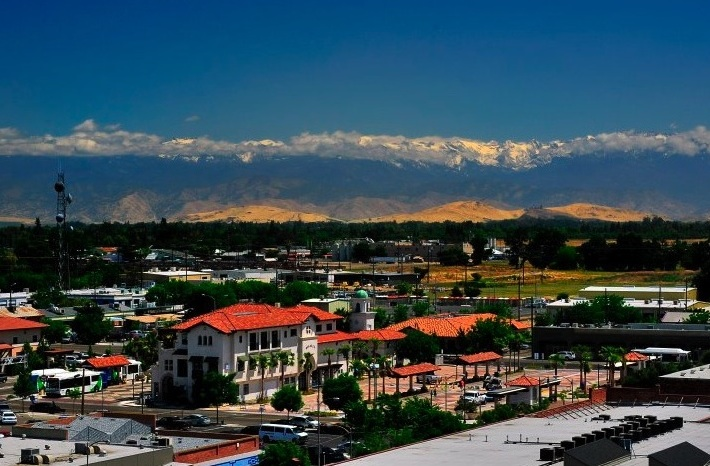
14 - Вісейлія
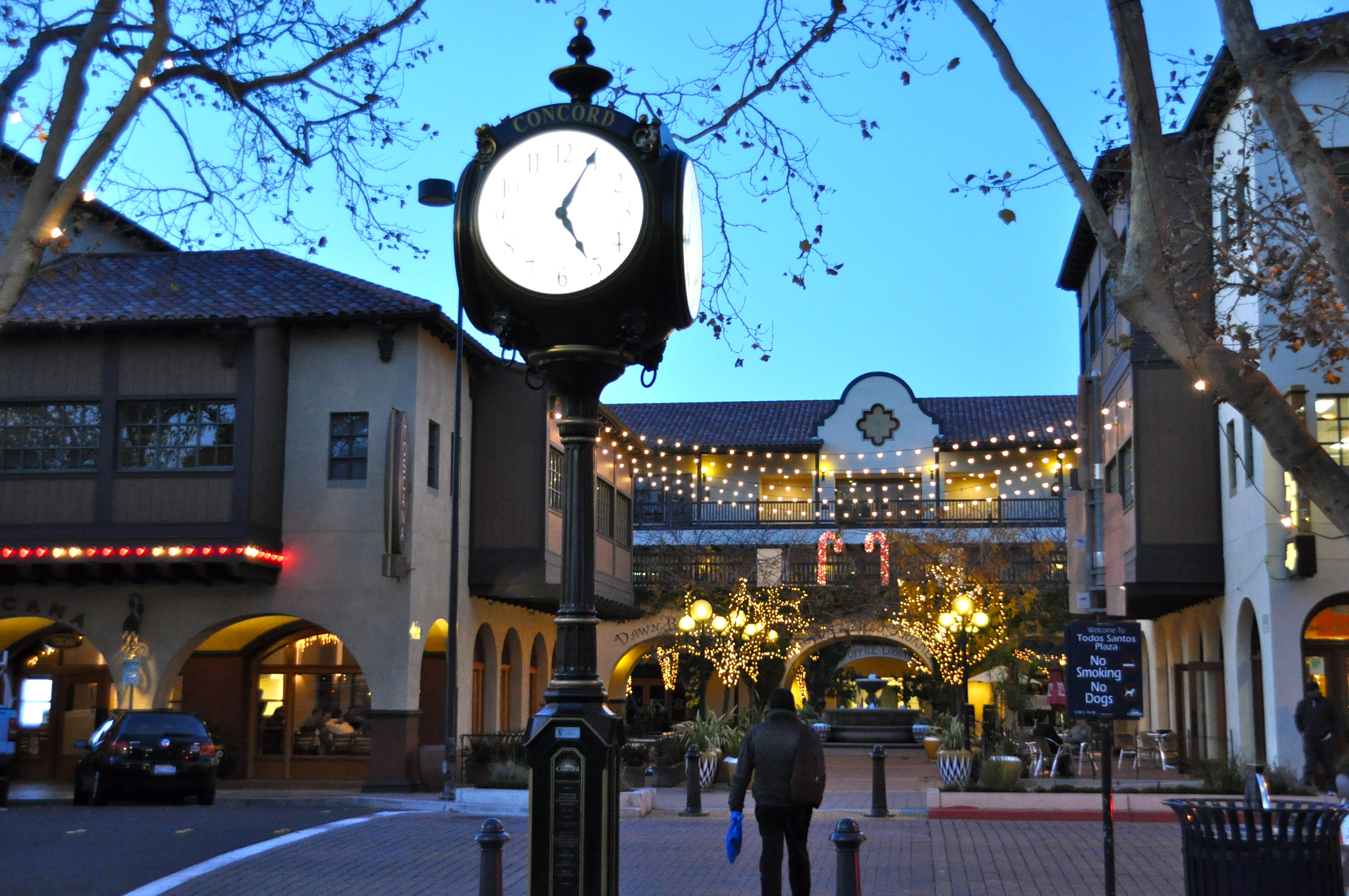
15 - Конкорд
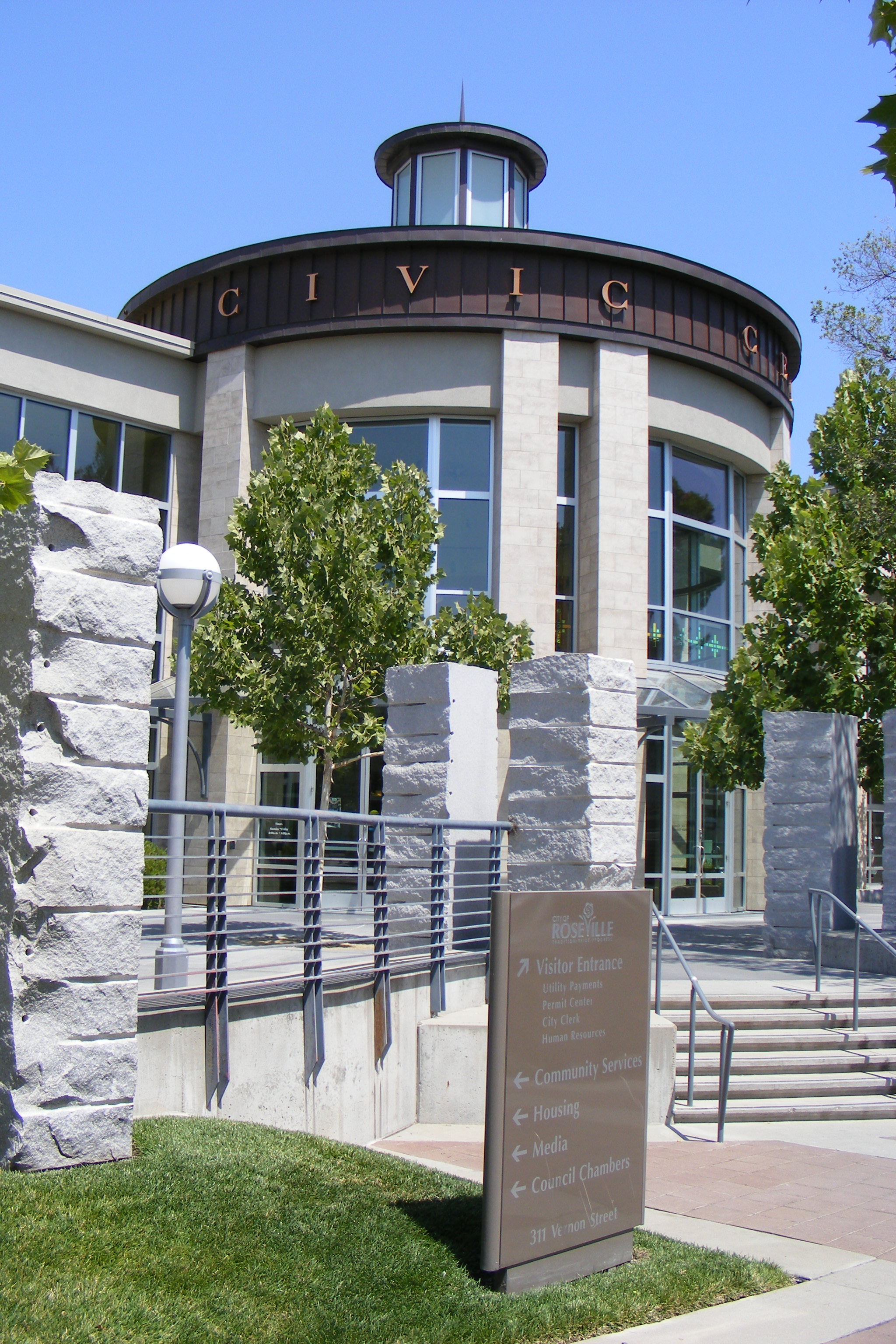
16 - Роузвілл
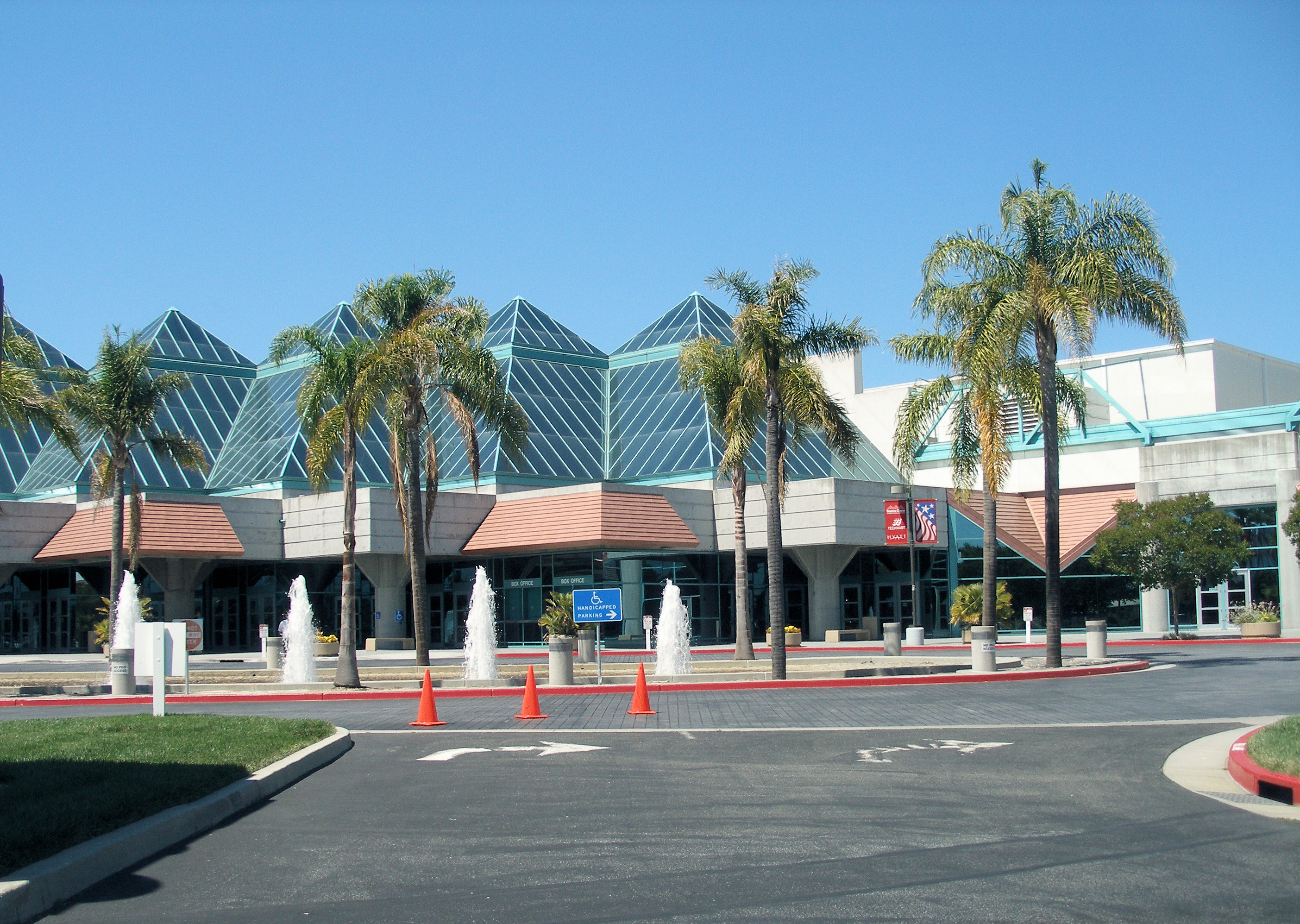
17 - Санта-Клара
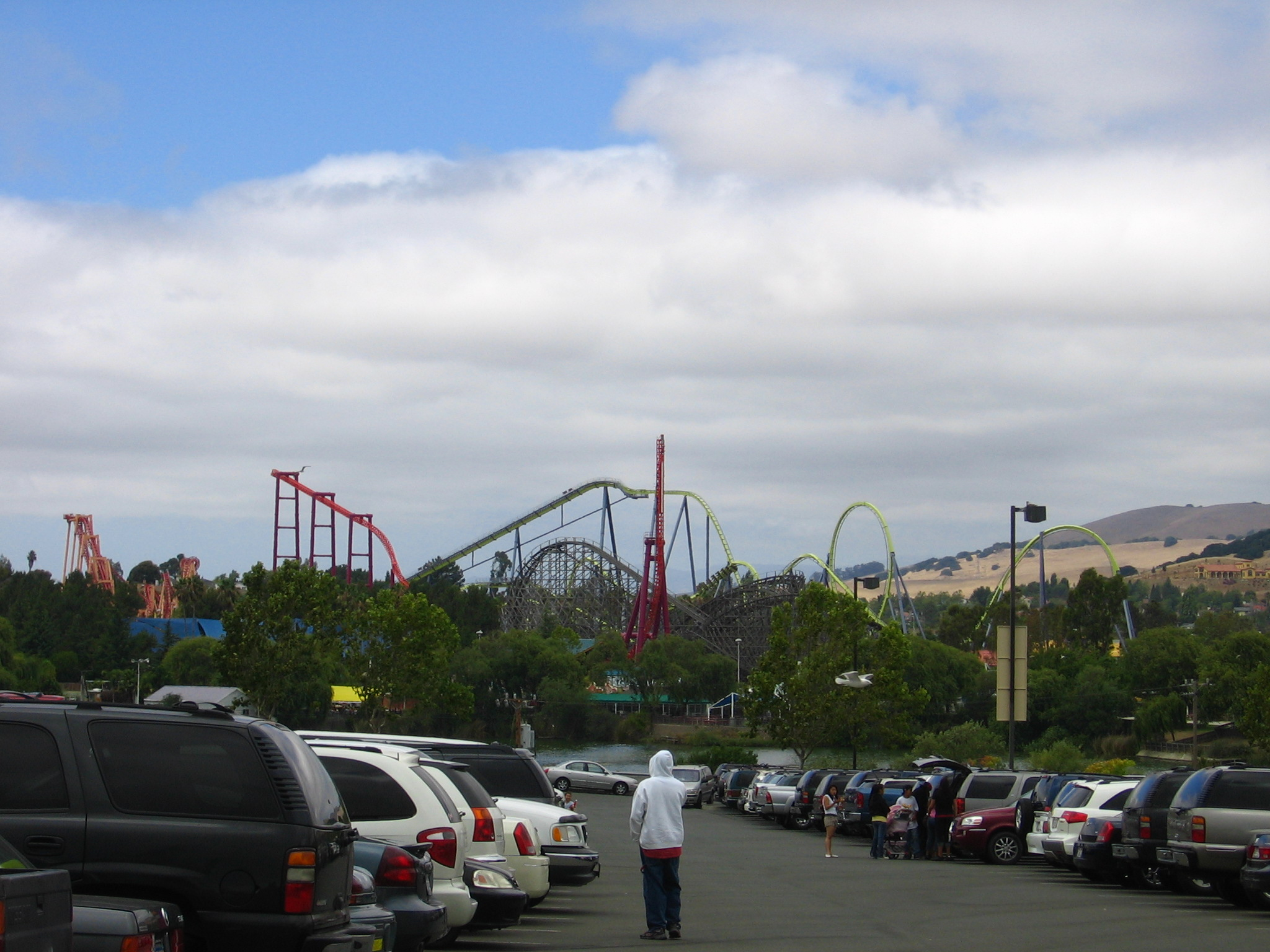
18 - Вальйо
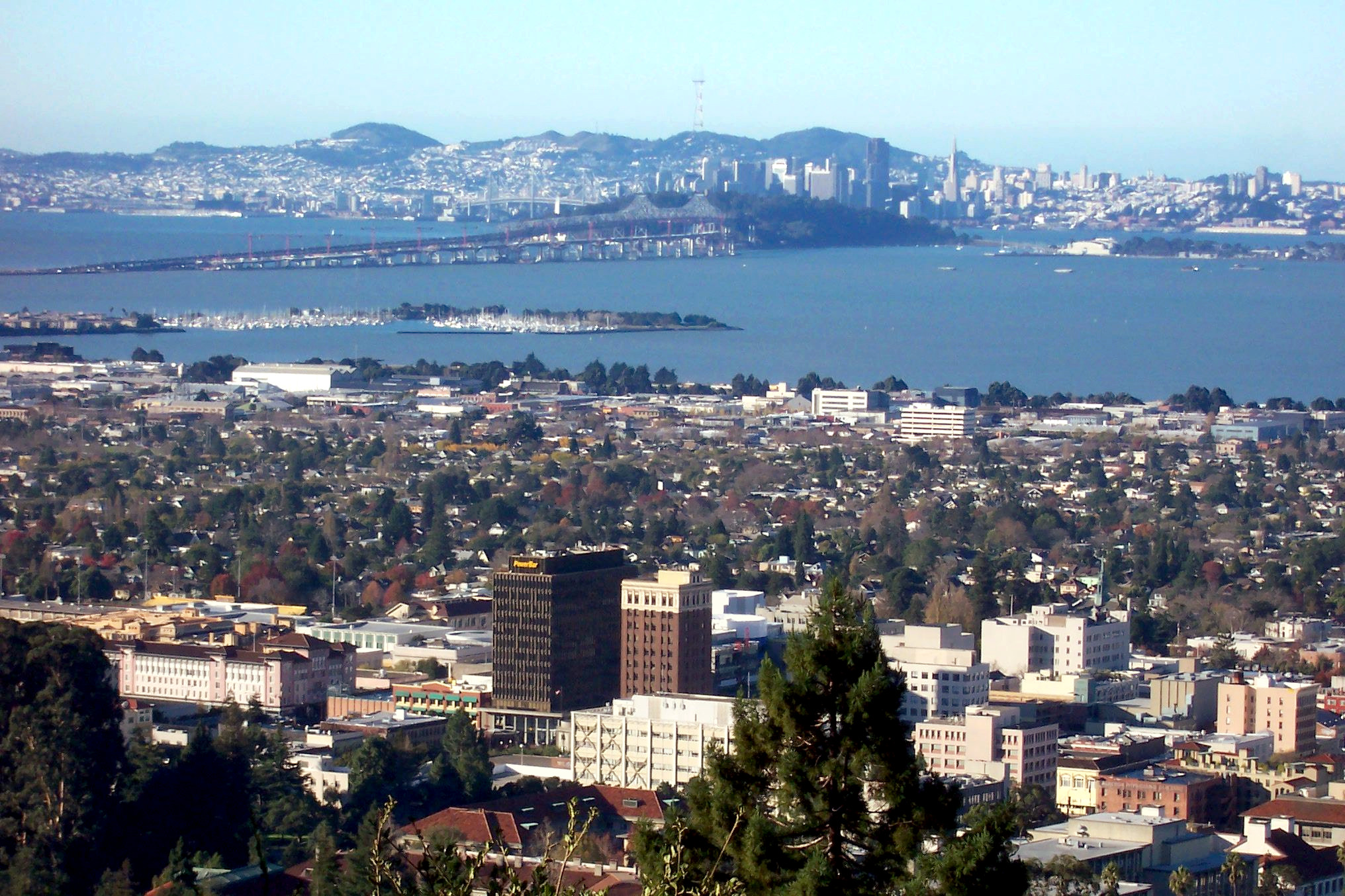
19 - Берклі
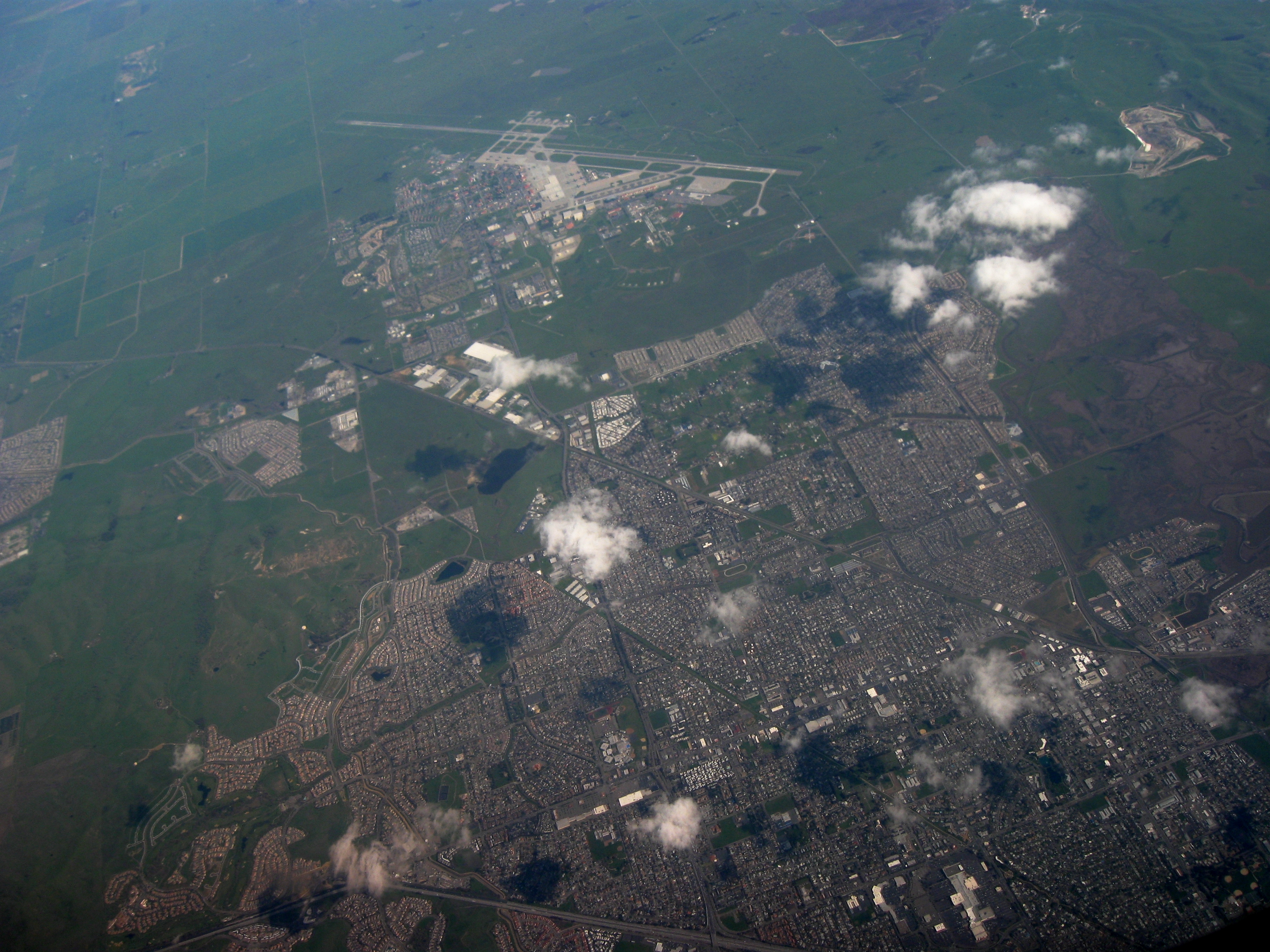
20 - Фейрфілд
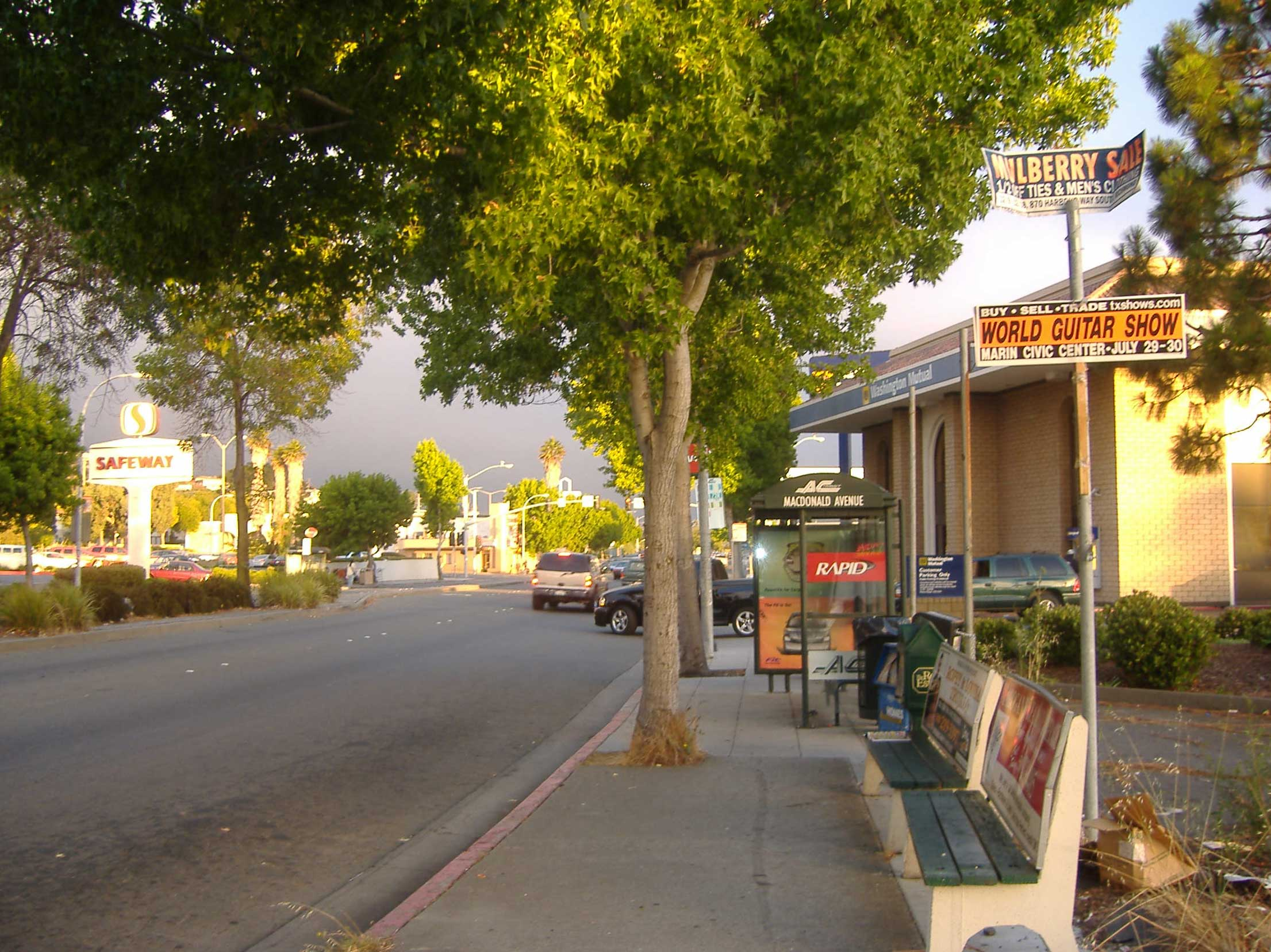
21 - Ричмонд
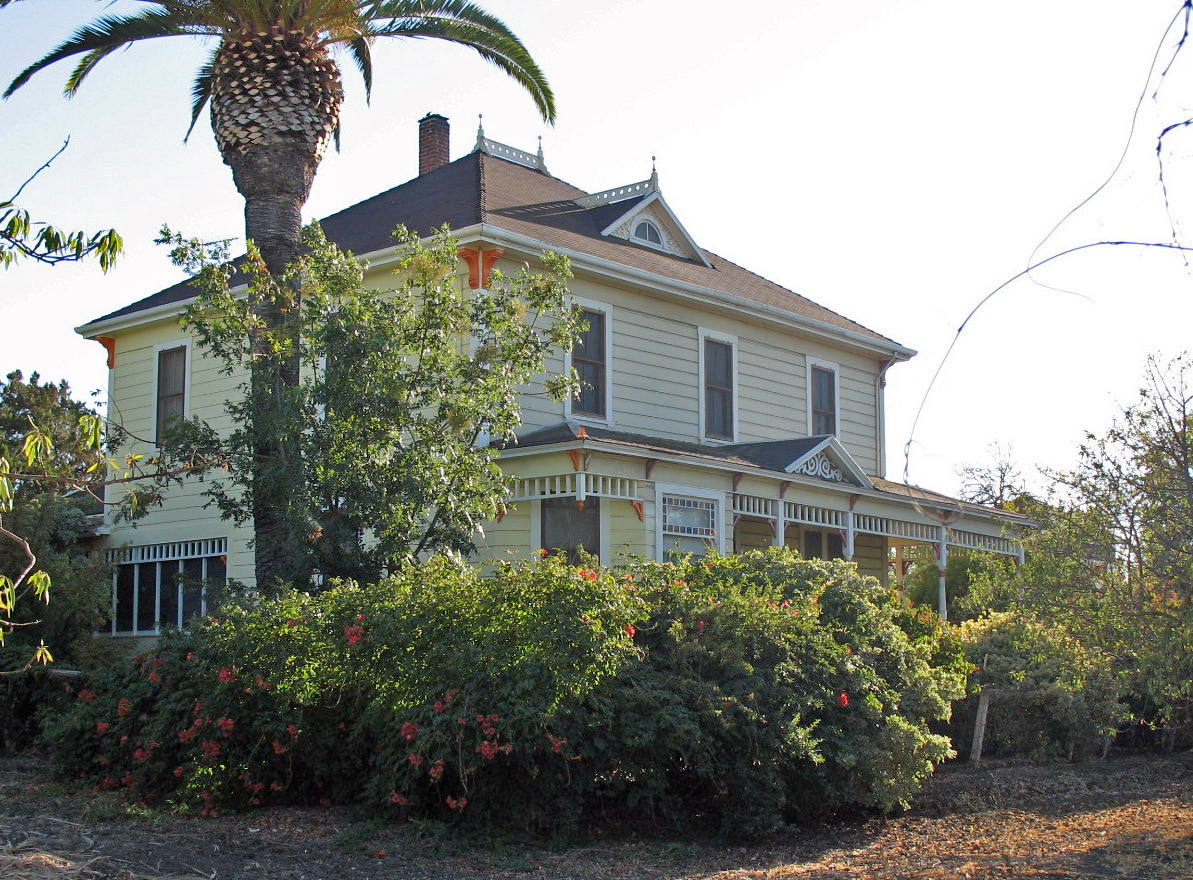
22 - Антіохія
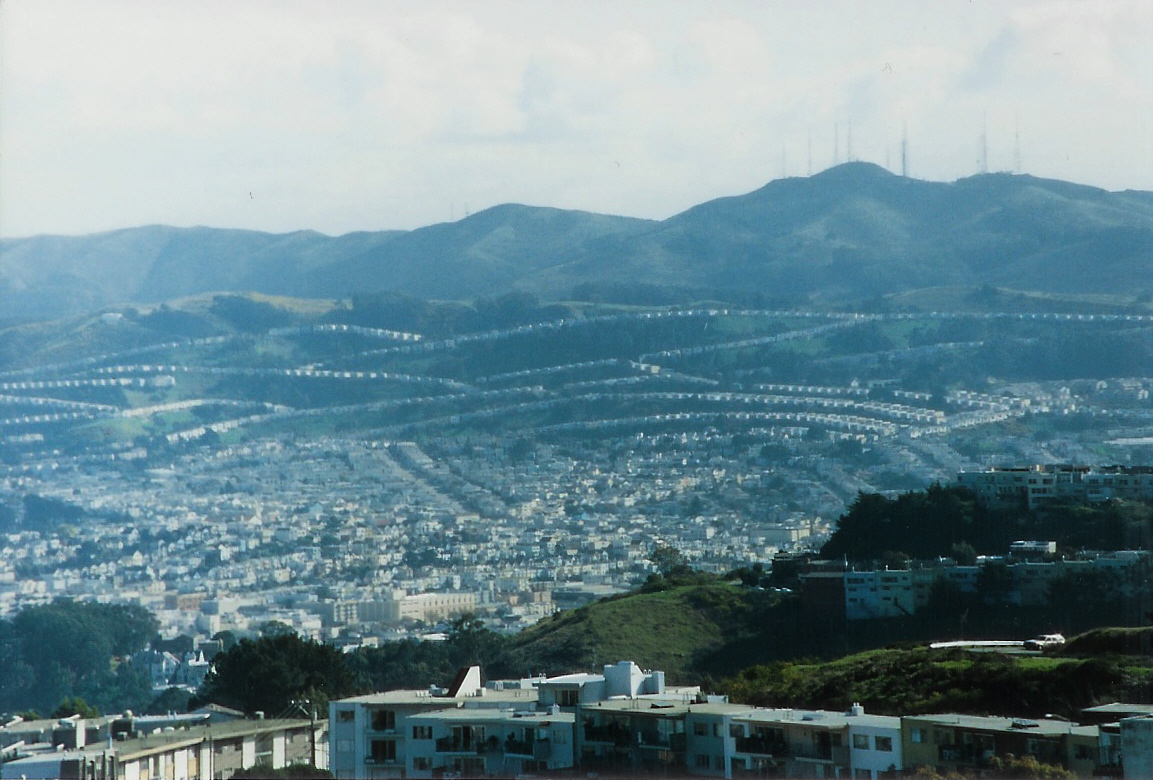
23 - Дейлі-Сіті
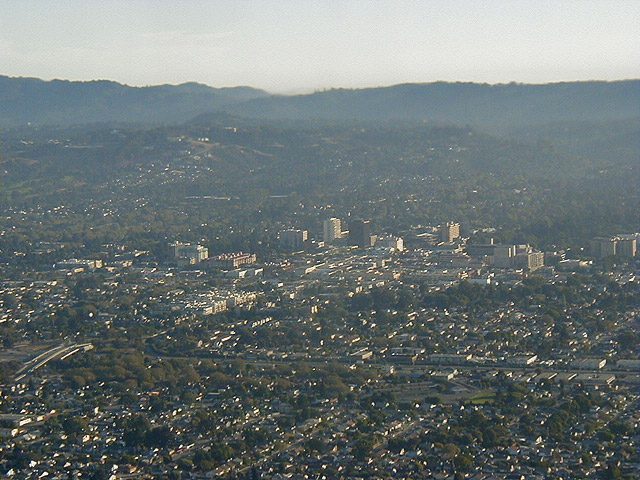
24 - Сан-Матео
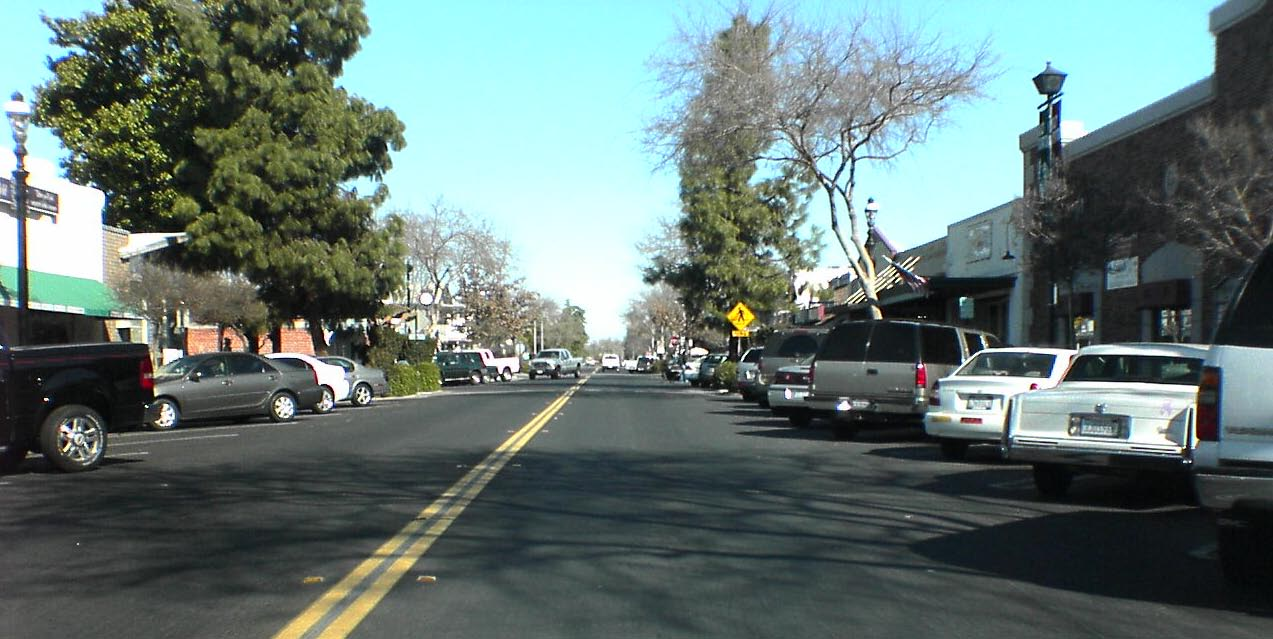
25 - Кловіс
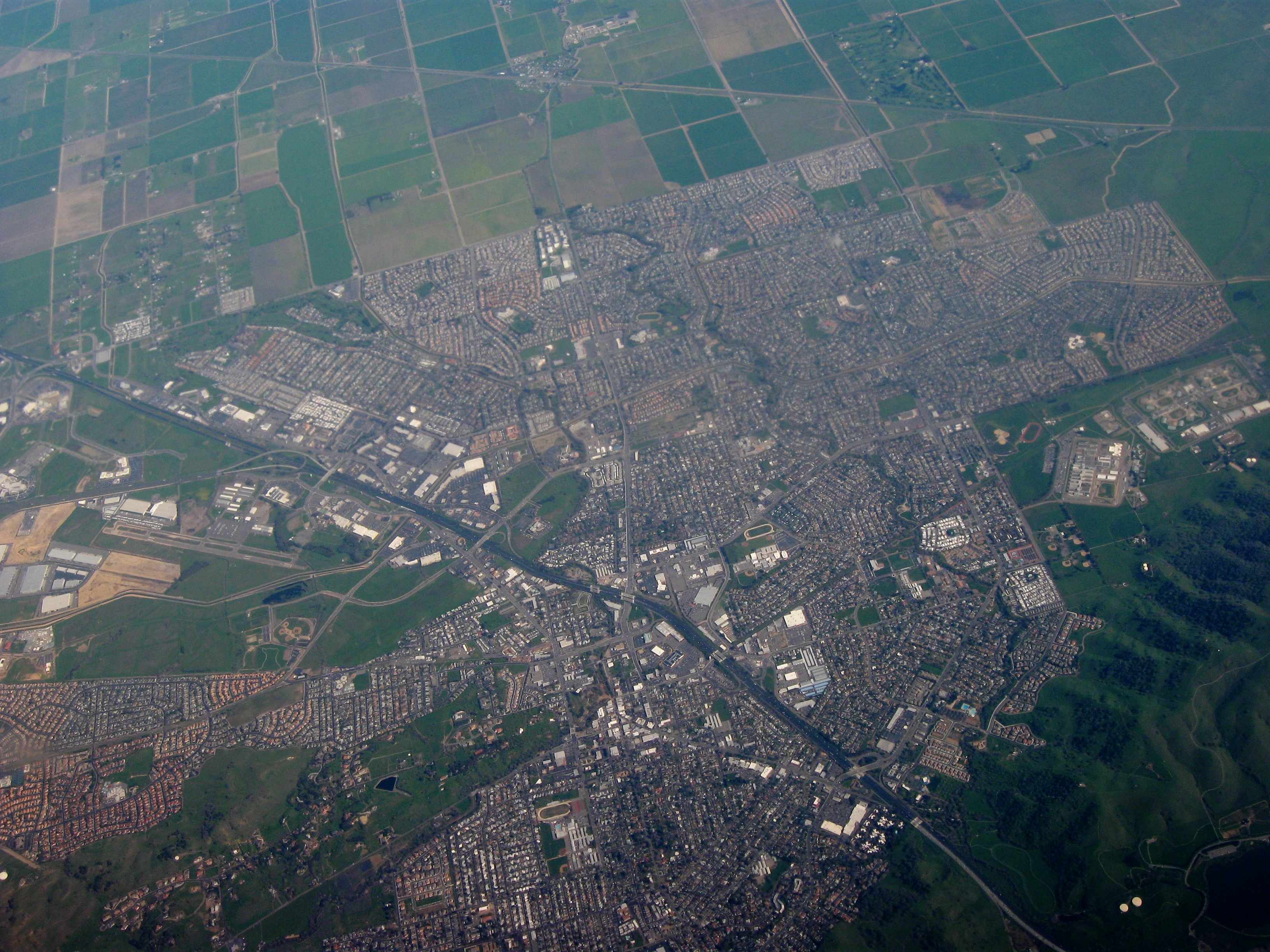
26 - Vacaville
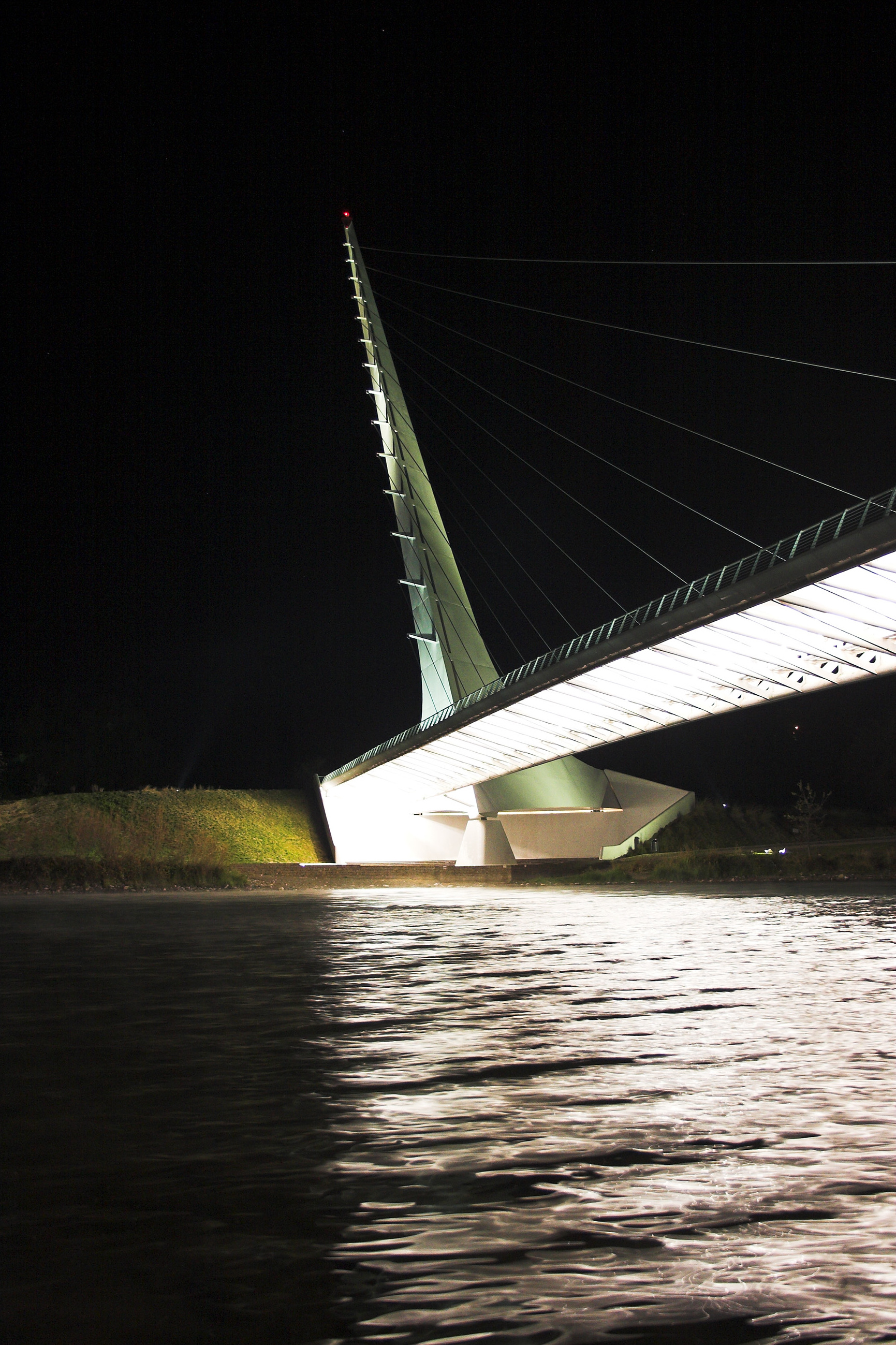
27 - Реддінг
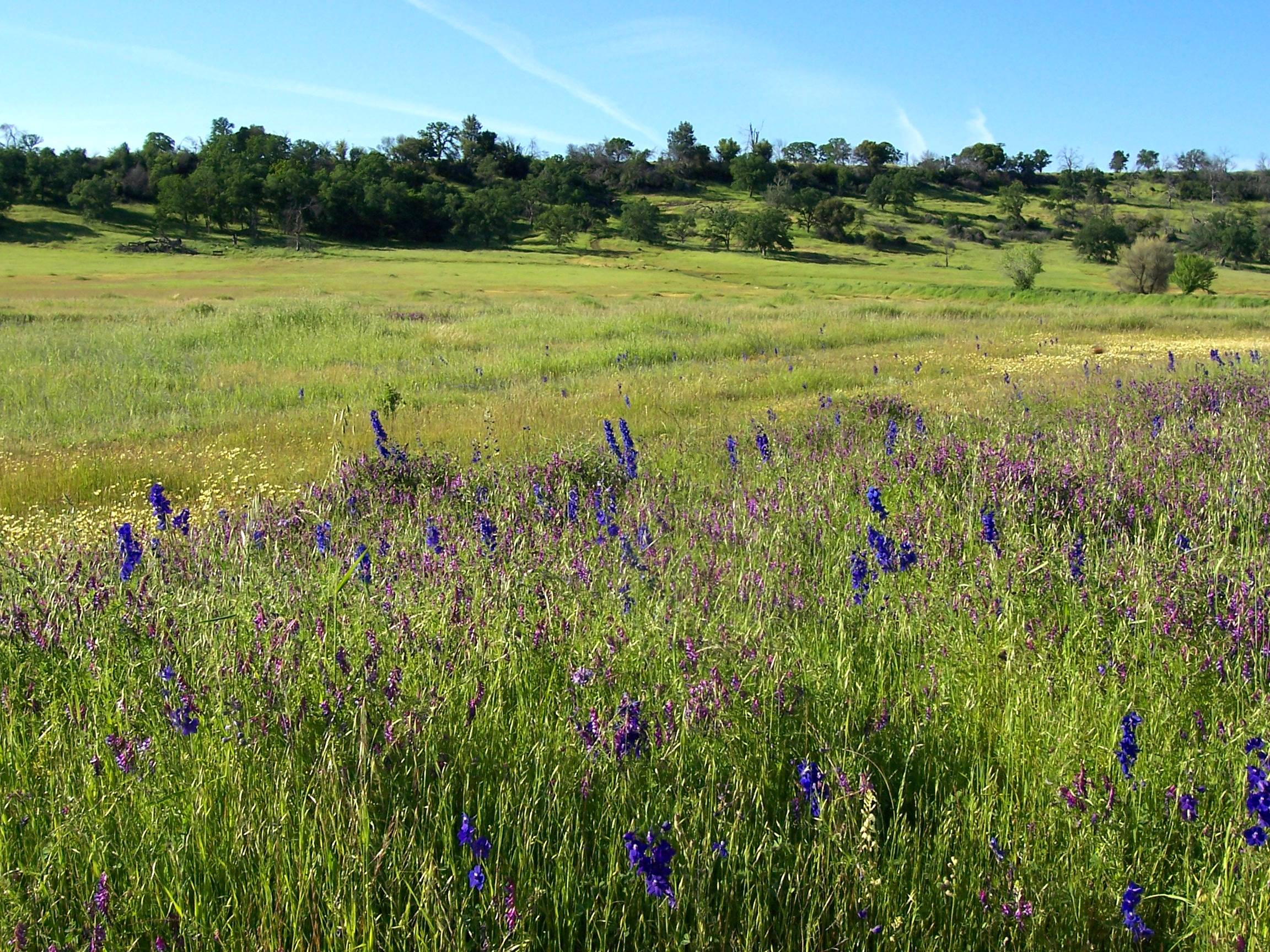
28 - Чіко
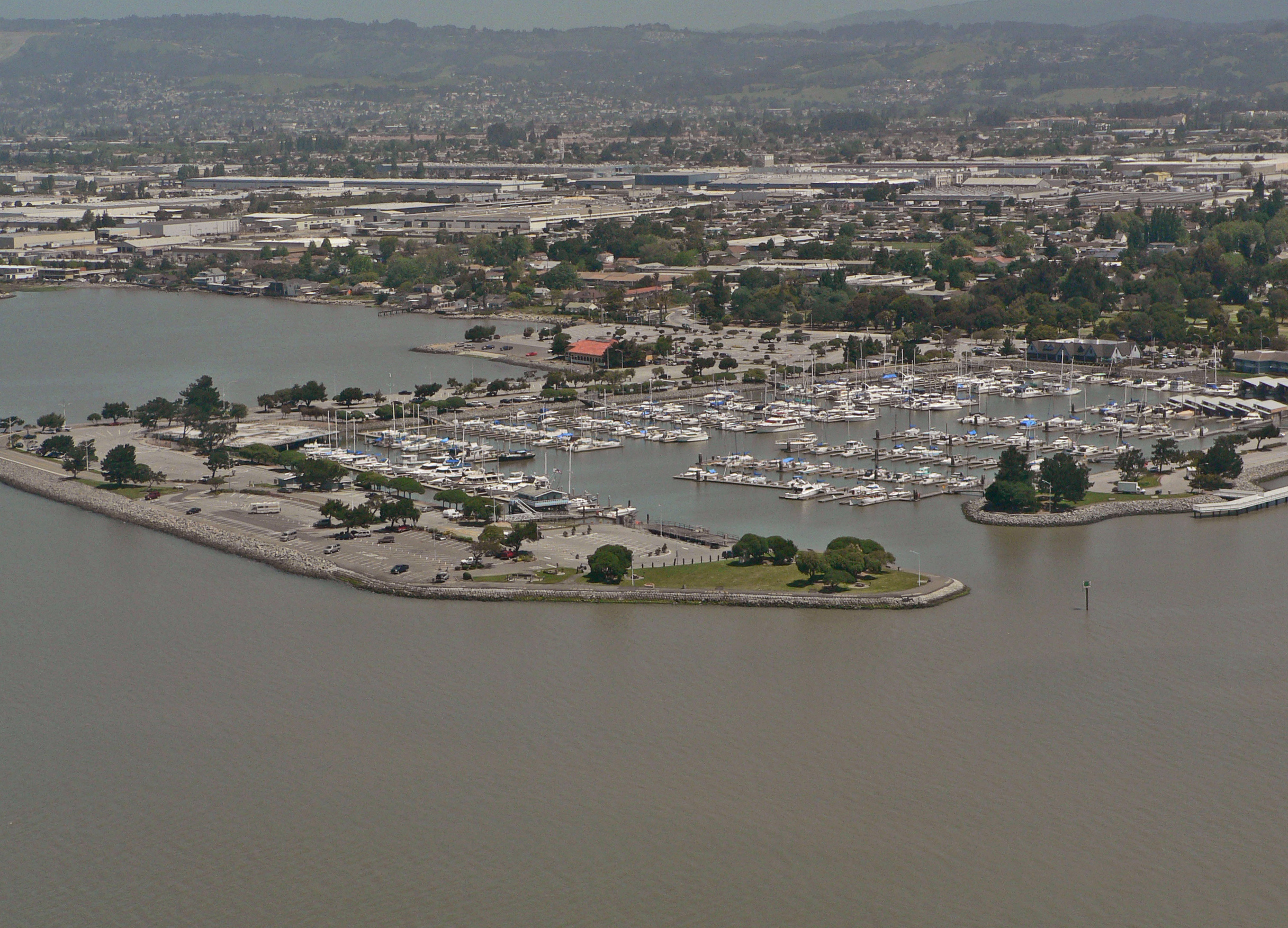
29 - San Leandro
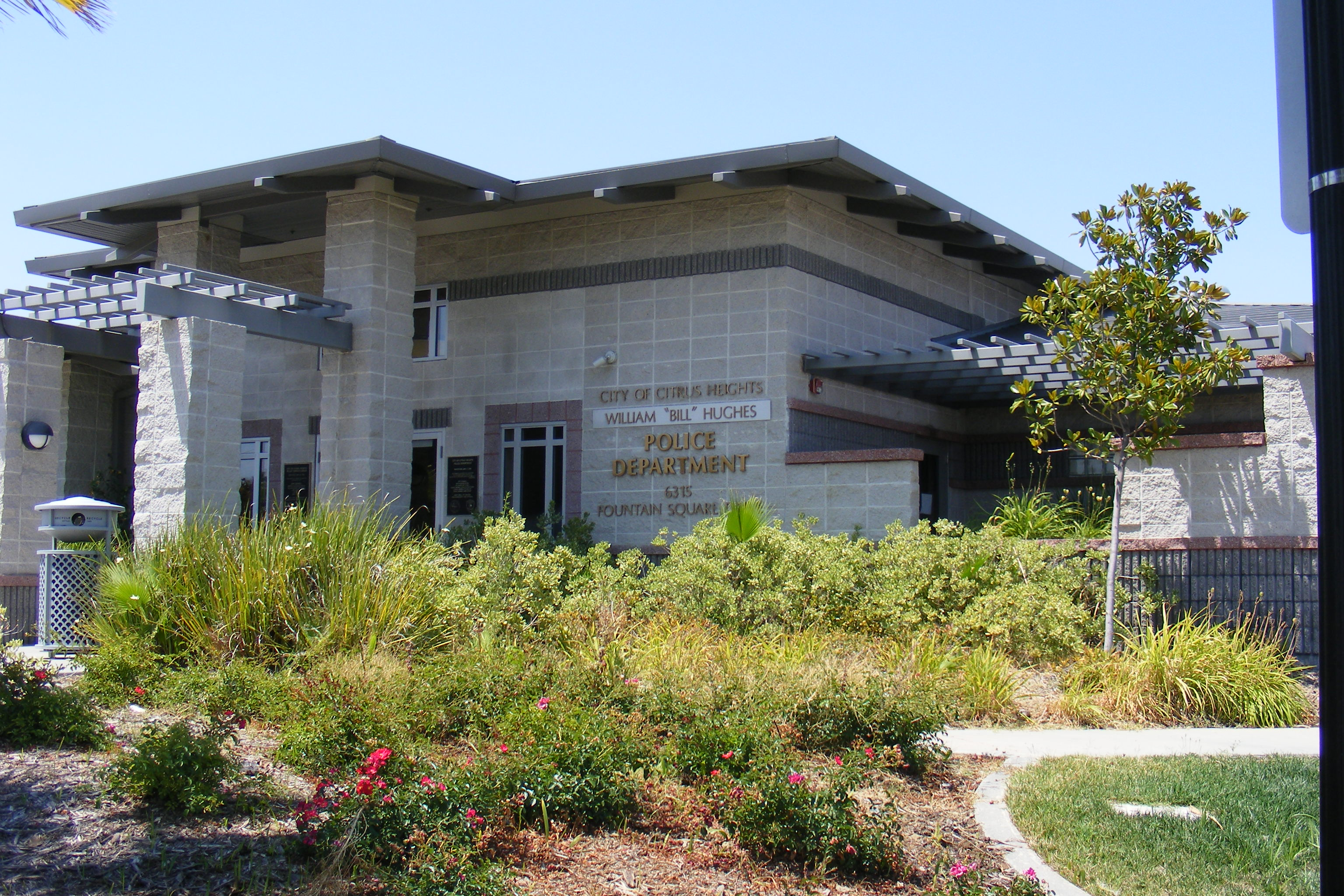
30 - Citrus Heights
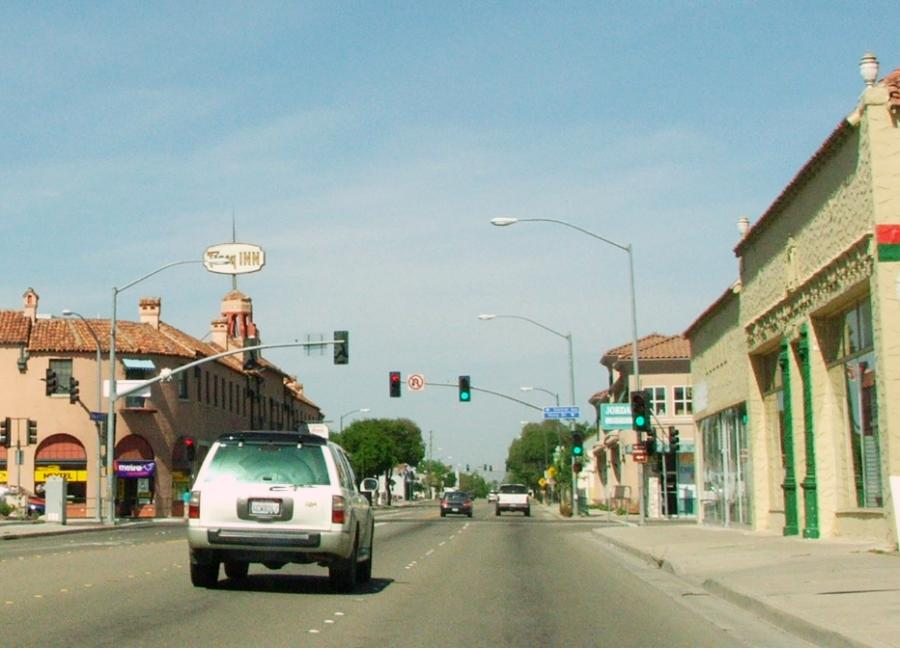
31 - Tracy
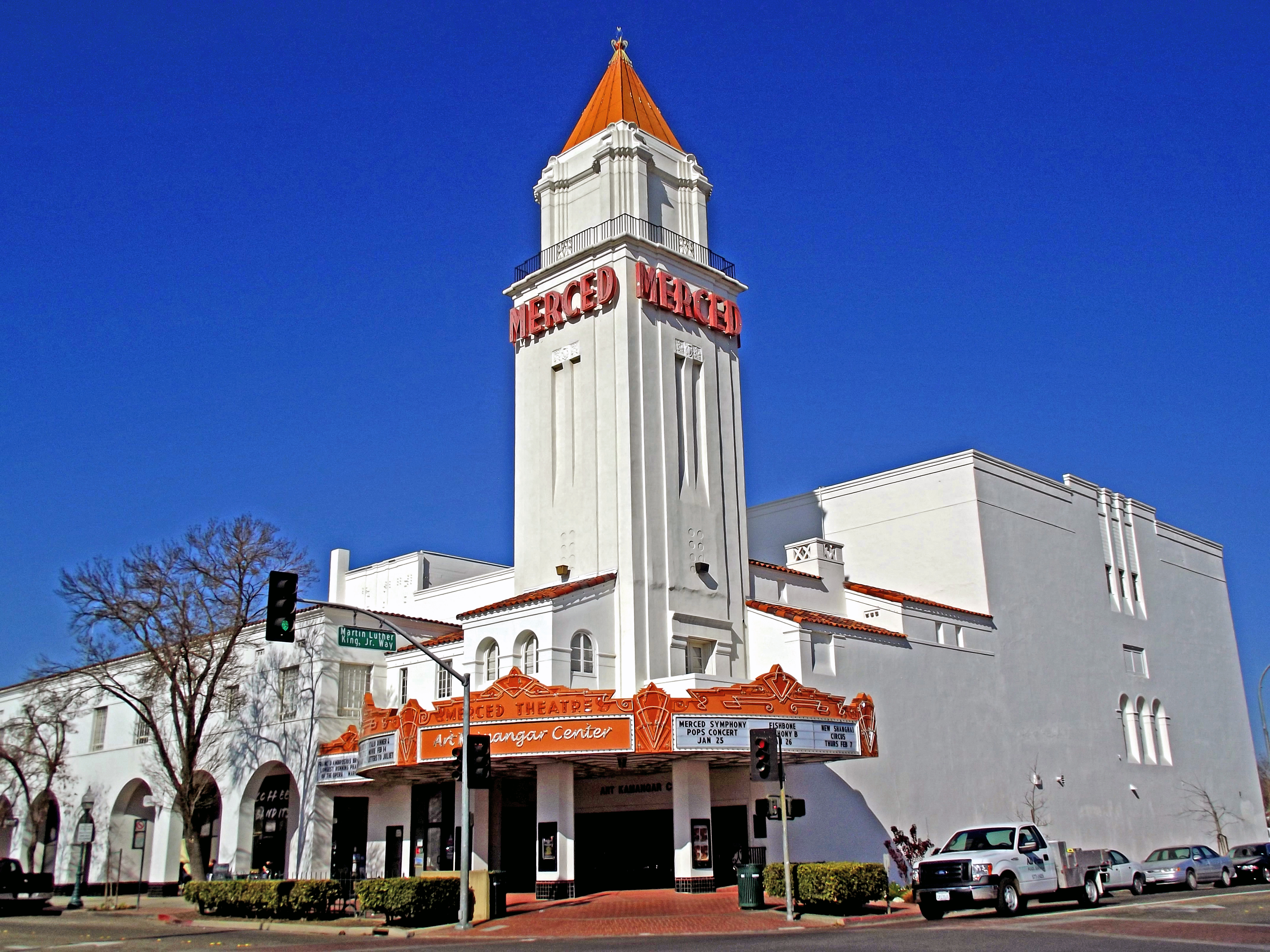
33 - Мерсед
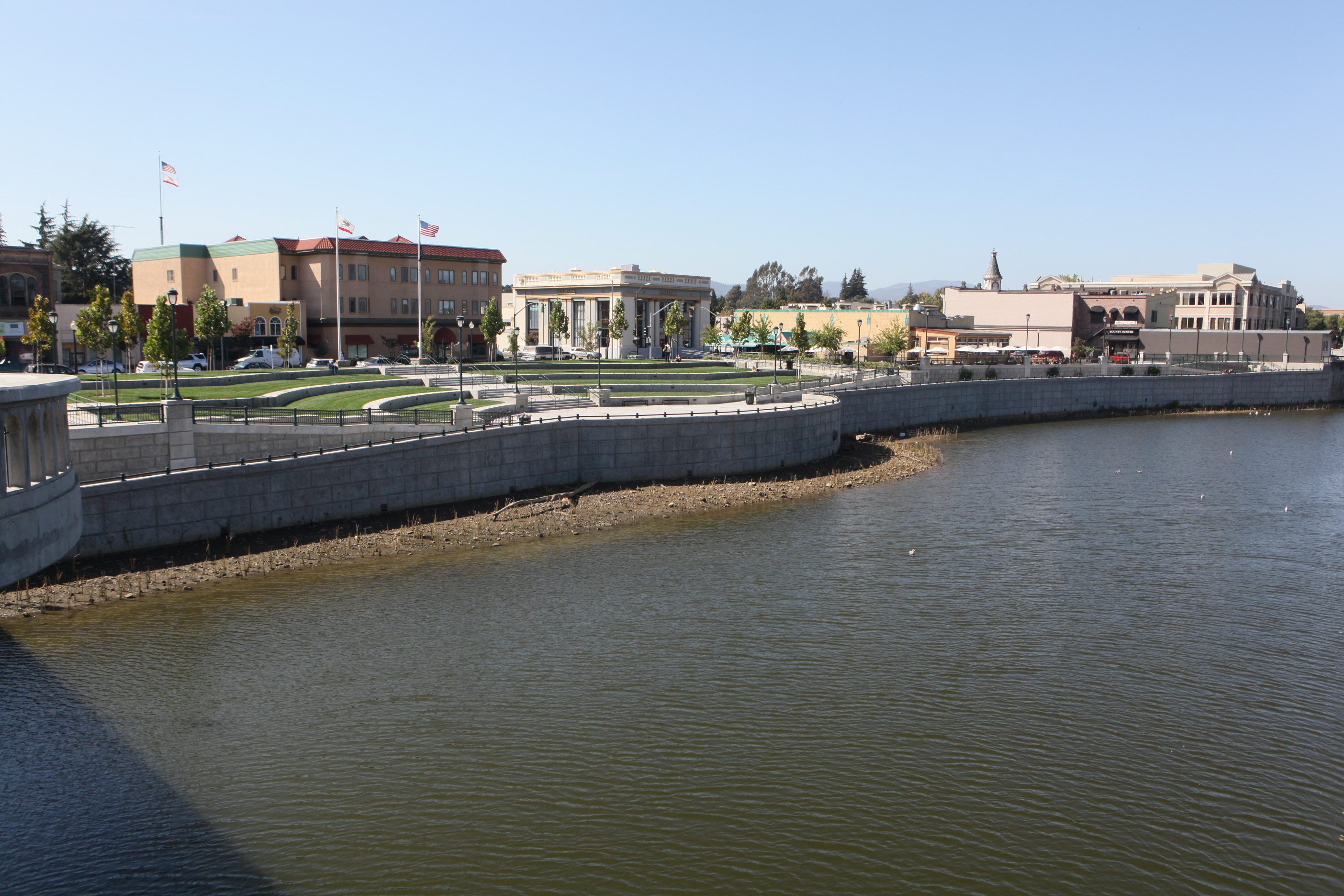
34 - Напа
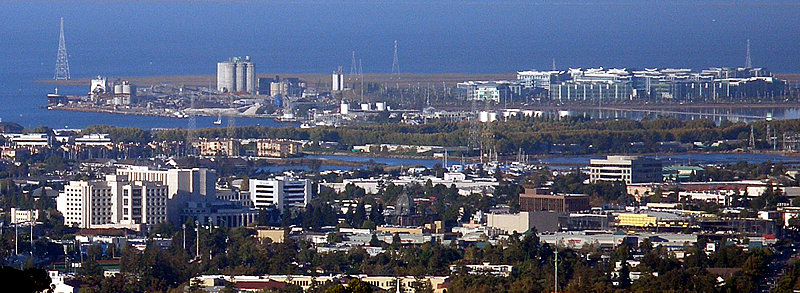
35 - Редвуд-Сіті
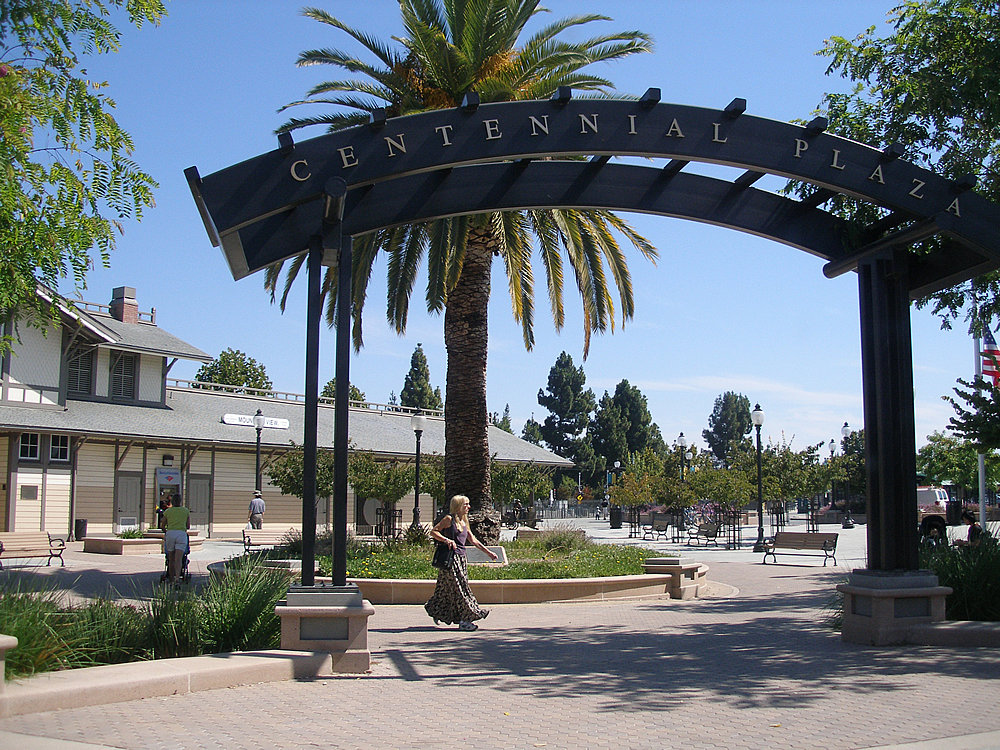
36 - Маунтін-В'ю
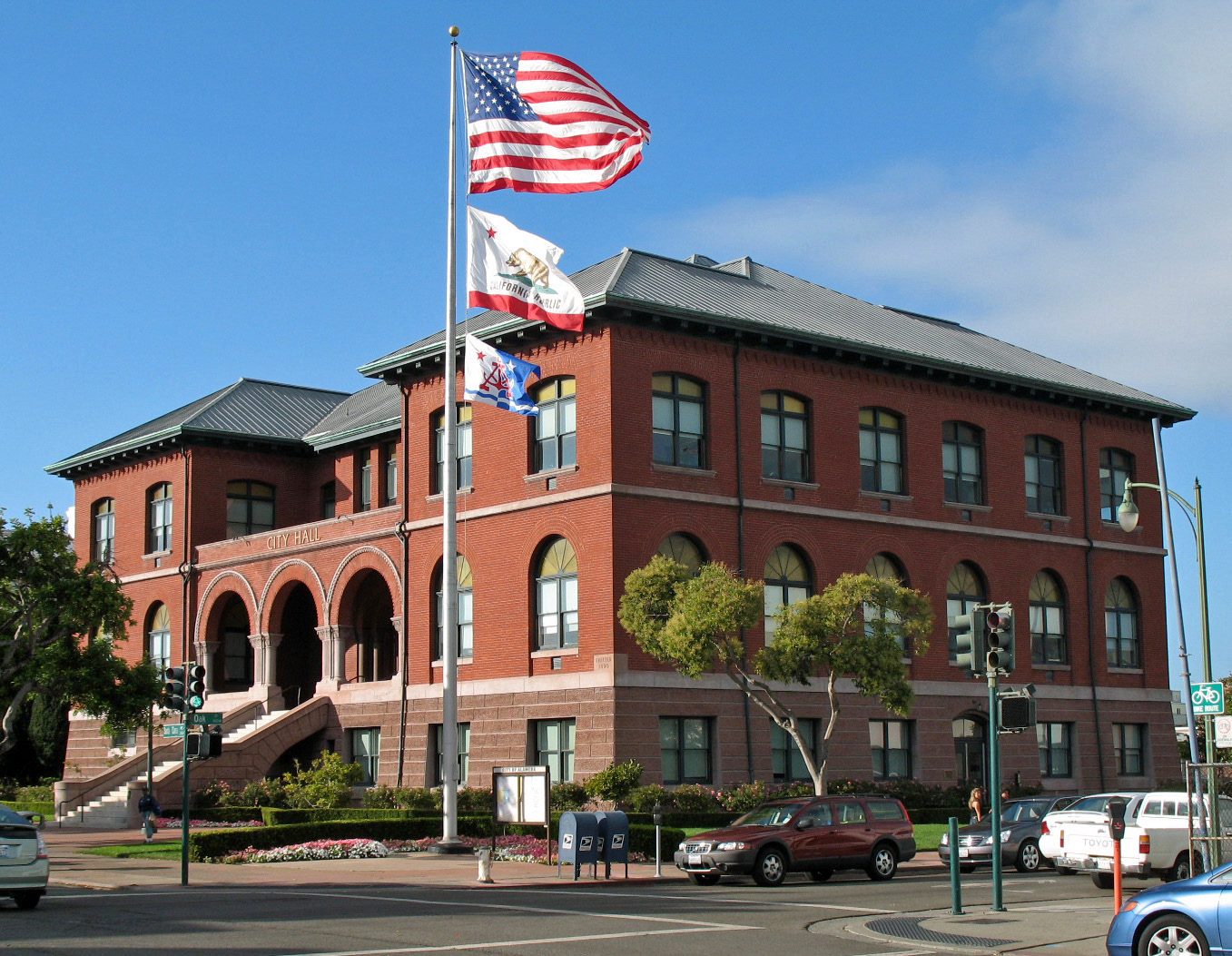
37 - Аламеда
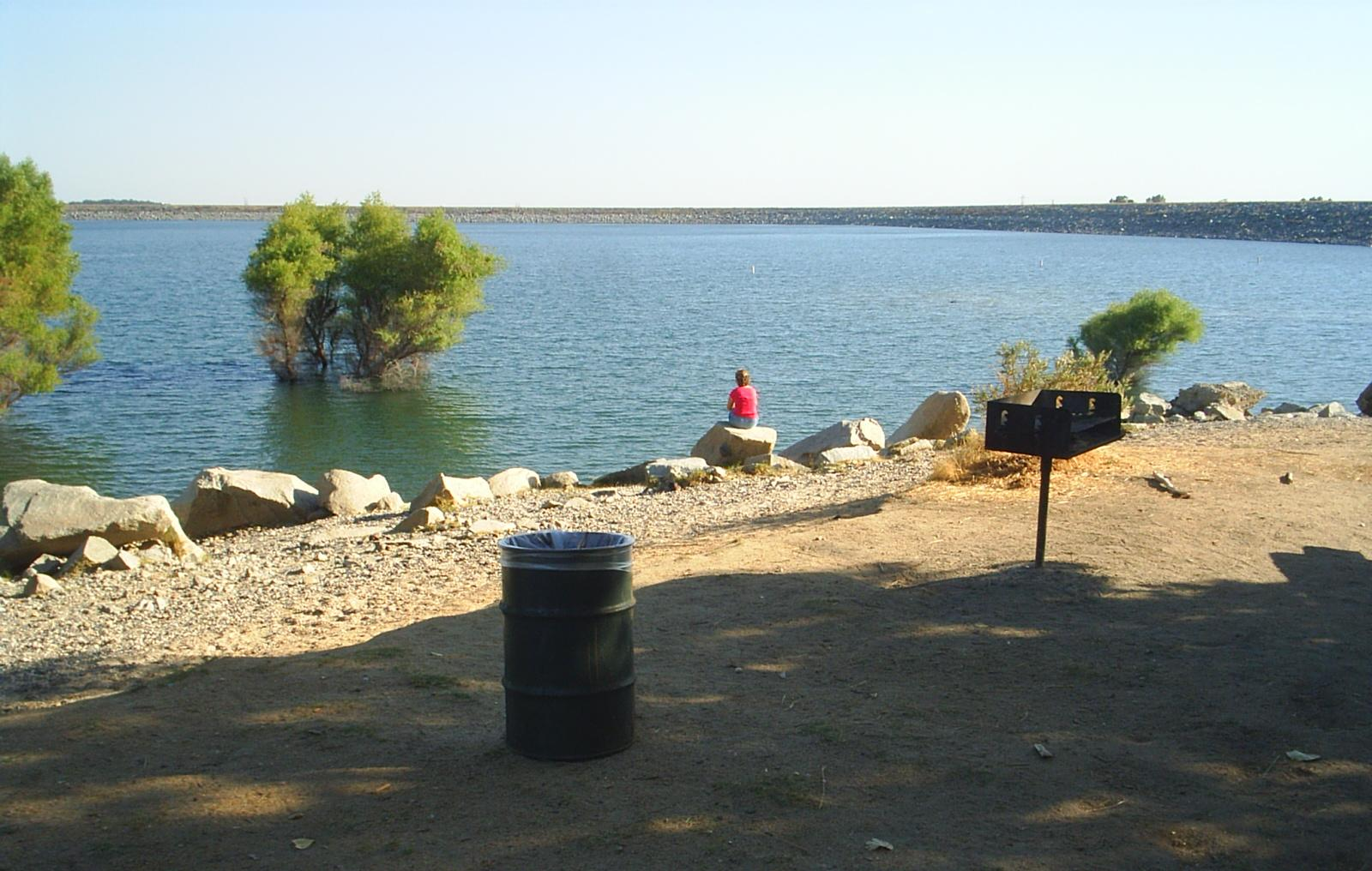
38 - Folsom
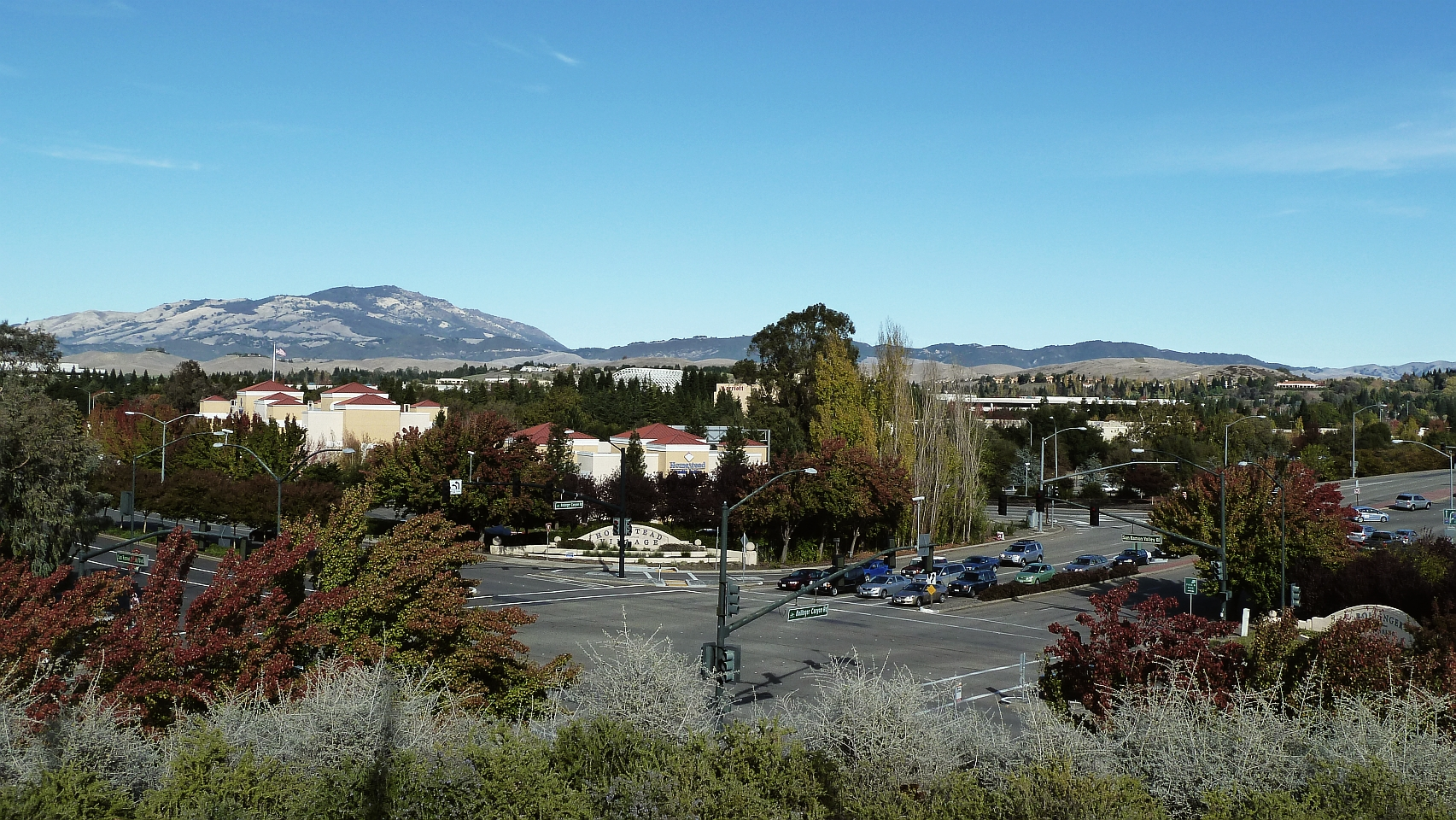
39 - Сан-Рамон
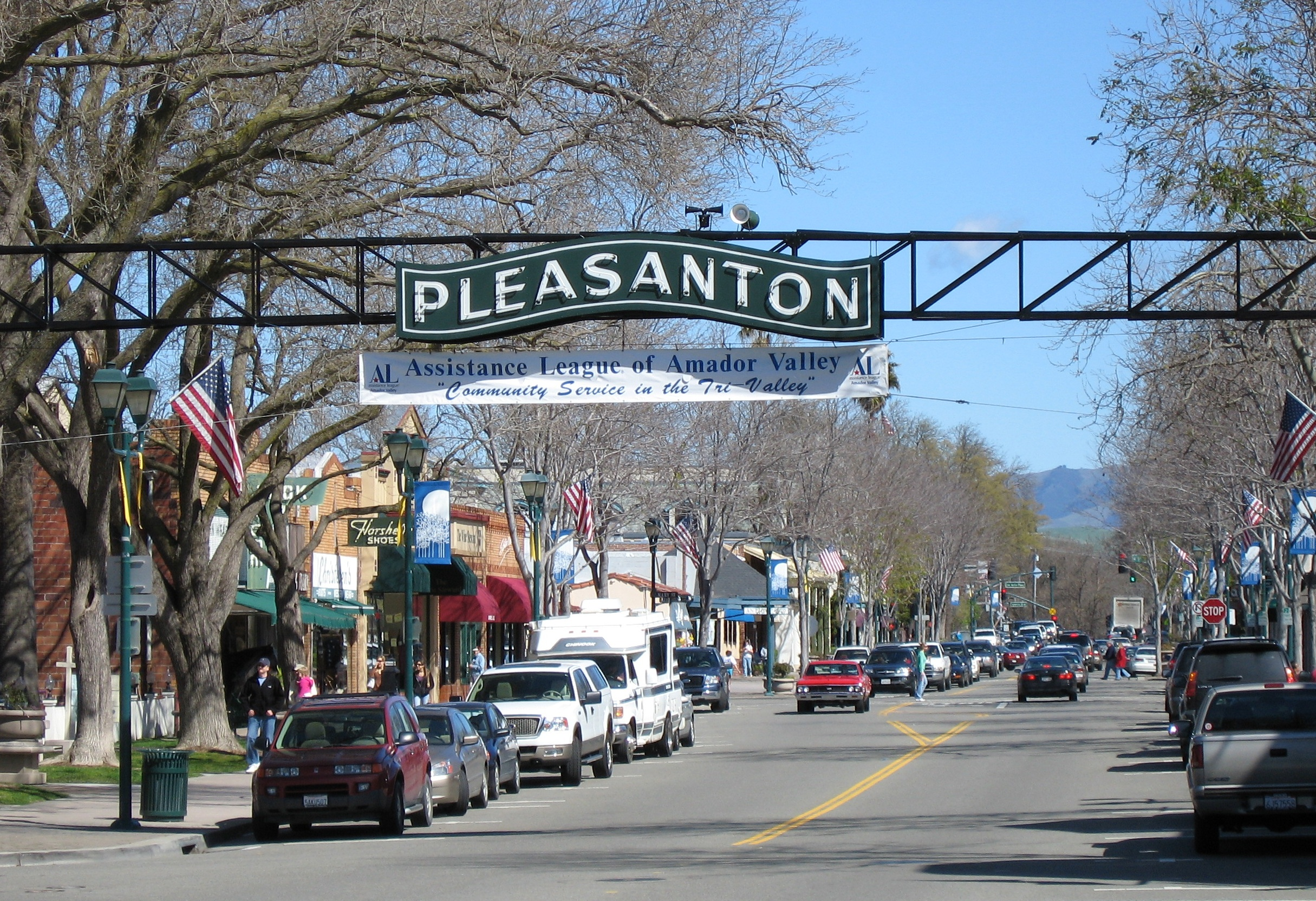
40 - Плезантон